# P-1 (哨戒機)
P-1
- 用途：対潜哨戒機
- 製造者：川崎重工業
- 運用者： 日本（海上自衛隊）
- 初飛行：2007年9月28日
- 生産数：34機[注 1]
- 運用開始：2013年3月29日
- 運用状況：配備中

P-1は、防衛省技術研究本部と川崎重工業が開発し、川崎重工業が製造、海上自衛隊が保有・運用する固定翼哨戒機である。ターボファンエンジン4発の中型機で、海上自衛隊がP-3Cの後継機として運用する。
2007年（平成19年）9月28日に初飛行した試作機の型式名称はXP-1であったが、2013年（平成25年）3月12日の開発完了の正式発表をもってP-1となった。最初の2機は、2013年3月29日に厚木基地に配備された。

## 導入経緯

### 開発までの推移
防衛庁（現防衛省）では川崎重工業でライセンス生産したアメリカ合衆国の対潜哨戒機ロッキードP-3Cオライオンを利用してきたが、更新時期が迫ったために次期固定翼哨戒機（当初MPAと呼称）を検討、国内技術の育成を考え、2000年（平成12年）に国産とすることを発表、次年度予算を取得した。次期哨戒機P-XとC-X次期輸送機（後にC-2）の同時開発を図り、開発費は両機合わせて3,400億円とされた。両機種は部品を一部共用化し、コスト削減を図るとされた。
哨戒機の国内開発は日本の航空産業界長年の希望であり、これまでも川崎重工業のP-2J対潜哨戒機や新明和工業PS-1対潜哨戒飛行艇を生産した。また、1968年（昭和43年）からのP-2J後継機PX-L選定では、当初政府が国内開発の方針を採ったことから、川崎は国産4発ジェット哨戒機を構想して実物大模型まで製作して意気込みを見せたが、防衛予算圧縮と米国機採用の圧力を受けた田中内閣の政治判断により1972年（昭和47年）に国内開発は撤回、1977年（昭和52年）にP-3Cのライセンス国産が決定した経緯がある。

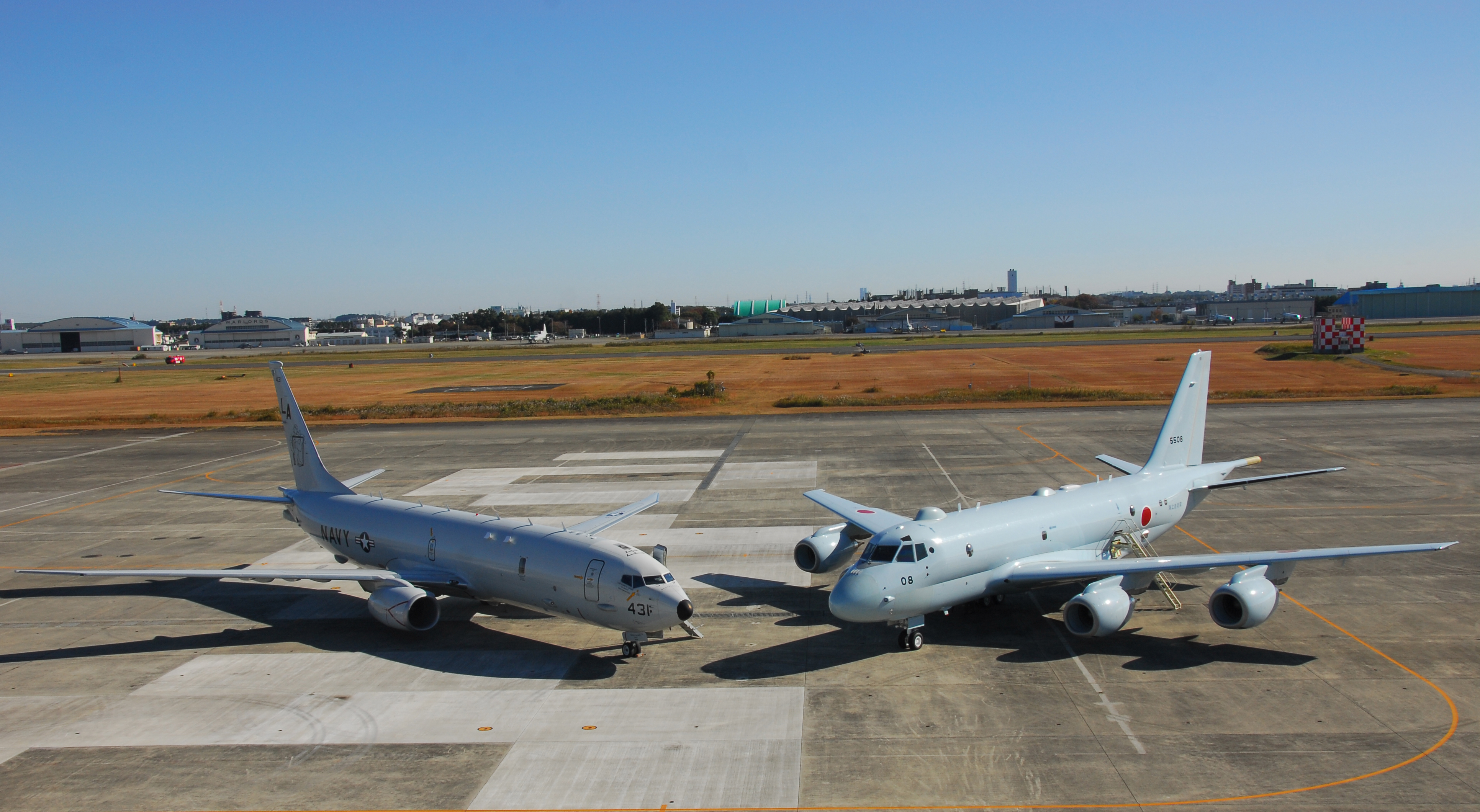
競合するP-8（左）とP-1（右）の比較

しかしながら、上記のような防衛庁の国産派と航空機産業の希望とは裏腹に、海上自衛隊では次期哨戒機には早くからボーイング757をベースとする独自の案が浮上し、防衛庁内局ではB-757よりも大型のボーイング767をベースにした機体や、アメリカ海軍がP-3Cの後継機として予定するP-8（当時は開発中）など複数の案が検討され、後に海自もこのP-8開発計画に便乗する形で、「日米でP-8を共同開発すべきだ」との意見が強まっていった。P-Xを巡る国産派と開国（米国機調達・共同開発）派の防衛庁を二分する対立は、後にP-Xの国内開発に批判的な石破茂の防衛庁長官就任により、激しさを増していくことになる。
平成13年度予算の要求53億円は満額が認められ、2001年（平成13年）初めより技術研究本部（技本）によって研究が行われた。5月25日に航空メーカーを選定する旨を官報にて告示、30日まで希望メーカーを募集した。応募した8社を招いて31日に説明会が開催され、7月31日午後5時を期限として、仕様の提出を行わせた。なお、1社は希望を撤回した。
主契約では川崎がP-X・C-Xの両機製作を希望、富士重工業（現SUBARU）が両機製作の新会社設立を提案、三菱重工業はどちらか一方（C-Xを希望）とした。分担生産では、川崎が主翼と水平尾翼、富士が主翼・水平尾翼・垂直尾翼・翼胴フェアリング・C-Xのバルジ、三菱が中胴・後胴・垂直尾翼、さらに新明和工業・日本飛行機・昭和飛行機・ジャムコが各部品を希望、計7社が参加を表明した。11月26日に防衛庁は主契約企業に川崎を選定したと発表、「次期輸送機及び次期固定翼哨戒機（その1）」（以下C-X/P-X）契約が締結され、三菱・富士を筆頭に各社が分担生産することとなった。平成14年度予算の要求410億円が承認され、開発が開始された。
なお、このとき一部で国産旅客機「YSX」と共通化させると報じられたが、2001年末に防衛庁と川崎は共同で否定している。しかし、川崎で計画中の125席クラスジェット旅客機（2007年に実現を最終決定）では、P-Xの主翼技術を利用するとしている。また、日本航空機開発協会（JADC）では、平成14年（2002年）度よりP-XおよびC-Xを民間旅客機（100席-150席クラス）へ転用するための開発調査が行われた。

### 機体開発

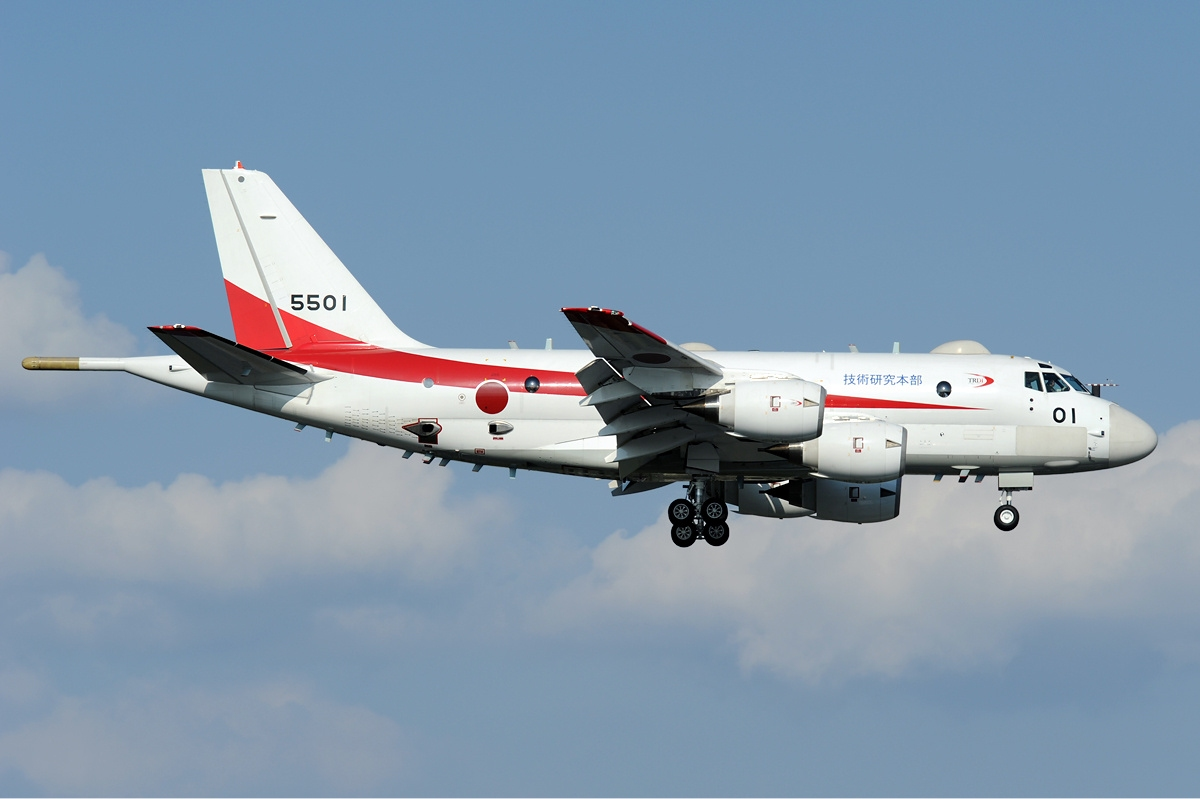
XP-1（2011年）

開発計画は、設計が平成13年度～16年度、試作が平成15年度～21年度、試験が平成18年度～23年度（2012年3月まで）、契約は毎年度ごとに「その1」から「その7」まで7段階に分かれ、総開発費は若干増額されて3450億円とした。防衛庁ではすでに、1990年代から国内の電子機器メーカーとともに哨戒機器の研究を行ってきており、P-Xは機体・エンジン・搭載装備品の主要部位が国産化されており、国産機とされる。中型機2機の同時開発は世界的にも珍しい。
2001年（平成13年）度に防衛庁と技本・川崎の間で「C-X/P-X（その1）」が契約され、川崎は社内に大型機設計チーム・MCET（MPA and C-X Engineering Team）を設置、三菱・富士・日本飛行機などの出向を含め約650名によって設計作業を開始した。基本図は防衛庁（現 防衛省）技術研究本部による技術審査にまわされ、2003年（平成15年）6月12日に「妥当」と判断された。これにより、三面図と性能諸元が想定できるエンジンの範囲内で確定した。翌日からは細部設計に段階に移行し、製造図を2004年（平成16年）に完成させ、12月にP-X/C-Xの木製モックアップ（実物大模型）を公開した。また、同年11月から12月にかけて搭載する国産ターボファンエンジンXF7-10（石川島播磨重工業（現IHI）主契約、後述）をC-1FTBに搭載しての飛行試験が技本によって行われた。
2002年（平成14年）3月から2005年（平成17年）3月にかけて、機体設計と同時に、同盟国アメリカ海軍を中心とした各国軍との相互運用性（インターオペラビリティ）を確保する為、日米両者による「P-3C後継機の電子機器に関する共同研究」が行われた。この研究はP-Xと共にアメリカ海軍の次期哨戒機P-8Aにも反映され、P-3Cの利用によって共通性を持っていた両者は、機種更新後も運用共通能力が確保され、これまでと同等の作戦を行うことが出来るとされている。この研究は2006年（平成18年）9月末に終了が確認された。
2003年（平成15年）度に契約された「C-X/P-X（その3）」により、静強度試験機#01号機の製造が開始された。2006年（平成18年）3月より技術研究本部第3研究所（4月に組織改編があり、航空装備研究所へ改組）に搬入、10月6日の完成検査によって「妥当」（合格）と判断され、10月13日に納入された。この静強度試験において、防衛省は2007年（平成19年）7月30日に、P-Xの水平尾翼の一部や胴体の床構造の一部が変形したと発表した。
2004年（平成16年）度に契約されたC-X/P-X（その4）」により、飛行試験機1号機（機体番号：5501）の製造が開始された。
2007年（平成19年）3月のロールアウト、同年夏の初飛行を予定していたが、直前の2月に、輸入した米国製リベット（長さ13.5mm）の強度不足が判明し、使用箇所の確認（数千箇所）と交換、再検査をする必要があるためロールアウトは延期され、5月になって技本ウェブサイトで飛行試験1号機の全体写真が初めて公開された。防衛省航空機課が6月7日に発表した調査結果によれば、交換が必要なリベット数は161点に上り、ほとんどのリベットは川崎によって交換されたが、4カ所の不適合リベットは周囲のリベットをより強度の大きいファスナー類に交換することで処置した。航空機課ではこの改善処置により、機体強度の問題点は解消されたとしている。また、エンジンの地上試験中にベアリングが損傷した為、試作機のエンジン換装に時間を要した。不具合についてはベアリング保持器の形状を変更することで解決したとしている。
1号機のロールアウト（完成披露式典）は2007年7月4日に行われた。8月29日（大安）に実施される予定だった社内初飛行は、静強度試験の結果により延期され、9月28日に川崎重工に隣接する岐阜基地で、川崎社員9名によって約1時間にわたり行われた。この飛行の際、呼称はXP-1とされた。1号機は11ヶ月の社内試験を経て、翌2008年（平成20年）8月29日に防衛省へ納入され、9月5日に岐阜から運用試験が行われる海上自衛隊厚木航空基地へ自力移動した。
2005年（平成17年）度に契約された「C-X/P-X（その5）」により、疲労強度試験機（#02号機）と飛行試験機2号機の製造が開始された。#02号機は2008年に納入され、疲労強度試験は宇宙航空研究開発機構 (JAXA) 航空宇宙技術センター飛行場分室で行われる。また、飛行試験2号機 (5502) は2008年6月19日に進空し、08年度内に納入される予定である。2007年（平成19年）度の「C-X/P-X（その7）」が最終契約となる。
2013年（平成25年）3月12日、防衛省より機体開発完了と、P-1として厚木基地へ最初の2機を配備することが発表された。
開発には国内各社から延べ1,800名の技術者が参加した。なお、ロールアウト時点での開発総額は3,500億円となっている。

## 年表
- 2000年（平成12年）
  - 次期輸送機 (C-X)・次期固定翼哨戒機 (MPA) の国内開発を決定。
- 2001年（平成13年）
  - 5月25日 - 防衛庁が官報にて、30日まで契約希望メーカーを募集する。
  - 5月31日 - 希望メーカー8社を招いて説明会、7月31日午後5時を期限として仕様の提出を要求。
  - 7月31日 - 希望各社が仕様の提出。主契約希望3社、分担生産希望7社となる。
  - 11月26日 - C-X・P-X (MPA) 開発の主契約企業に川崎重工業を選定。直後にYSX関連の報道が流れ、防衛庁と川崎重工業は即座に否定。
- 2003年（平成15年）
  - 6月12日 - 技本がC-X・P-Xの技術審査の結果「妥当」と判断。翌日より細部設計に移る。
- 2004年（平成16年）
  - 7月20日 - 読売新聞夕刊が、石破茂防衛庁長官が米海軍の737MMAの導入を検討していると報道。
  - 10月2日 - 共同通信が、防衛庁の長官報告書による庁内事情を報道。737MMA導入の報道は、ミサイル防衛システム導入予算を確保すべく国内開発の予算を削減したい石破長官と、国産推進派の防衛官僚が対立した結果であった。9月の長官交代により暗闘は終結した。
  - 10月28日 - 防衛庁がP-XエンジンにIHIなどが開発した国産XF7-10と決定。
  - 11月～12月 - C-1FTBでXF7-10エンジンの飛行試験を行う。
  - 11月9日 - 島津製作所がC-X・P-X搭載機器の試験場を竣工。
  - 12月2日 - 日本経済新聞がXF7-10エンジン採用の正式決定を報道。
  - 12月2日 - 川崎重工業岐阜工場（C-X用）内でC-X・P-Xの実物大模型を展示。
- 2005年（平成17年）
  - 4月25日 - 富士重工業からP-Xの中央翼が初納入される。
  - 12月16日 - 富士重工業からP-Xの主翼が初納入される。
- 2006年（平成18年）
  - 3月 - P-Xの静強度試験用供試機 (#01) が防衛庁に搬入され、組み立てを開始。
  - 5月31日 - 経済産業省主催の民間機開発推進関係省庁協議会において、川崎が国土交通省に対し、C-X/P-Xに関する防衛庁の試験データを国交省の形式証明取得に流用できるように、防衛庁の試験に立ち会うことを要望する。防衛庁もデータ開示に協力すると表明。主にP-X技術を川崎の125席クラス旅客機へ転用する為と見られる。
  - 9月28日 - 第25回日米装備・技術定期協議が行われ、「P-3C後継機の搭載電子機器に関する共同研究」（2002年3月より3年間）の終了を確認。
  - 10月6日 - 静強度試験用共試機 (#01) の完成審査が行われ、「妥当」（合格）と判断。
  - 10月13日 - 静強度試験用供試機 (#01) が防衛庁技術研究本部（現：防衛省技術研究本部）へ引き渡される。
- 2007年（平成19年）
  - 2月2日 - C-X/P-Xに使用される一部のリベット（米国製輸入品）が、所要の強度を有していない事が川崎重工業より防衛省に報告され、交換のためにロールアウトが遅れることを公表[12]。
  - 2月 - 大樹町多目的航空公園でXF7-10の屋外試験を開始。
  - 5月 - 技本ウェブサイトで試作1号機 (5501) の全体写真を初めて公開（外部リンク参照）
  - 6月7日 - 防衛省は強度不足のリベットの交換作業を行い、正常なリベットに交換するなどの処置を行い機体の強度に影響が無いことを確認した。また、地上テスト中にエンジン内部のベアリングに損傷が発生し、エンジン換装作業を行うと発表[13]。
  - 6月 - パリ国際航空ショーにて、川崎がP-X・C-Xの模型を展示。
  - 7月4日 - P-X・C-Xの試作1号機ロールアウト、完成式典を川崎重工業岐阜工場にて挙行。
  - 7月30日 - 静強度試験中に機体の一部が変形したと発表[11]。
  - 9月28日 - 飛行試験1号機 (5501) が航空自衛隊岐阜基地で初飛行。名称をXP-1とする[14]。2回目は10月17日、3回目は10月24日、4回目は11月19日で、その後解体点検が行われ、年内の飛行試験は終了した。
  - 9月~10月 - アメリカ空軍アーノルド技術開発センター（米国テネシー州マンチェスター）でXF7-10の高空試験を行う。
  - 12月8日 - 社民党系の厚木基地爆音防止期成同盟約50人がデモを行い、海上自衛隊厚木航空基地に対して、騒音公害と静強度試験での結果を根拠にP-Xの乗り入れ阻止を求める。ただし、P-Xは従来の哨戒機P-3Cよりも騒音が低く抑えられている上、静強度試験は問題箇所の見出しのために行われるものである。
- 2008年（平成20年）
  - 2月13日 - 飛行試験を再開。
  - 6月19日 - 飛行試験2号機（5502）が進空。
  - 8月29日 - 飛行試験1号機（5501）が防衛省へ納入される。
  - 9月5日 - 飛行試験1号機（5501）が厚木基地へ移動。
  - 11月6日 - 飛行試験2号機（5502）が厚木航空基地へ配備される。
- 2010年（平成22年）
  - 5月11日 - 海上自衛隊鹿屋航空基地（鹿屋市）に飛来。性能評価のため基地周辺上空を初めて飛行。14日まで留まった。
- 2011年（平成23年）
  - 8月2日 - 地上で行われた地上試験用2機の機体に圧力をかける強度試験を行った結果、主翼や胴体のねじ部分周辺など数ヶ所に数ミリ-20センチのひび割れが見つかったと発表。このため部隊配備は2012年度以降となる[15][16]。
- 2012年（平成24年）
  - 9月25日 - 量産型の初号機が初飛行に成功した。
- 2013年（平成25年）
  - 3月12日 - 機体開発完了。
  - 3月29日 - 海上自衛隊厚木航空基地に2機配備される[17]。
  - 4月28日 - 海上自衛隊鹿屋航空基地の航空祭（エアーメモリアルinかのや2013）へ飛来し、一般展示が行われた。
  - 5月13日 - 川崎重工業が太平洋上で社内飛行試験の際、計器動作確認のため高度約10000mから約8000mへ急降下させた後、エンジン出力を急激に下げながら飛行姿勢を立て直したところ燃焼が不安定になり全エンジンが停止したが、直後の手動再起動により機能回復し緊急着陸した。これを受けて防衛省は、厚木に6月配備予定の2機を配備延期し、配備済みの2機も原因判明まで飛行停止すると公表した。原因は量産開始に伴うエンジン形状の設計変更ではないかと発表されている。
  - 9月27日 - 防衛省は、5月13日の不具合について、エンジンの燃料噴射弁の設計を変えたことが不具合につながったとの調査結果を発表した。調査結果を元に改修を施し、10月中には飛行を再開する見通しとなった[18]。
  - 10月22日 - 防衛省は該当エンジンに改修を施し10月23日より飛行を再開すると発表した。
- 2015年
  - 1月11日 - 装備品一括調達を可能にする法改正により単年20機の調達決定、これにより1機あたりの製造コストが20億円削減され、本格的な量産体制が構築された。
  - 2月3日 - 厚木基地所属の2機がハープーン対艦ミサイル実射演習のため、米国ハワイ州へ展開し、実射試験を成功させ2月13日に厚木基地に帰還。
  - 7月10日 - 厚木基地所属の2機が、ジブチでの運用試験の実施及びイギリスでのロイヤル・インターナショナル・エアタトゥー（英語版）への参加のため厚木基地を出発した。その後7月14日にイギリスのフェアフォード空軍基地に到着し、戦後初の本格的な国産機として国際的デビューを飾り、アフリカ大陸ジブチ国際空港を経由し、東回りでの世界一周飛行を達成し7月25日帰国した。
- 2016年
  - 10月18日 - ニュージーランド周辺海域で11月中旬に行われる多国間共同訓練に、P-1を2機派遣すると発表した。P-1が海外訓練に参加するのは初めとなる。またP-1に興味を示しているニュージーランドに将来的に日本から輸出する可能性も視野に、訓練を通じて性能をアピールする狙いもある[19]。
  - 11月10日 - 厚木基地所属の2機がニュージーランドでの海外訓練の参加のため厚木基地を出発した[20]。
  - 11月15日 - ニュージーランド政府から、ニュージーランド南島で発生した地震被害に関し、共同訓練のために派遣されている海上自衛隊のP-1哨戒機について、飛行の要請をうけたと発表、これを受け日本時間12時55分から、P-1哨戒機1機が被災状況の確認のため飛行を実施した[21]。
- 2017年
  - 6月19日 - パリ航空ショーにP-1哨戒機1機が地上展示された。
- 2018年
  - 4月25日-29日 - ベルリン国際航空宇宙ショーにP-1哨戒機2機による地上展示及び海外では初となる飛行デモンストレーションが行われた[22][23]。
  - 12月20日 - 石川県・能登半島沖の日本海で韓国海軍の広開土大王級駆逐艦に火器管制レーダーを照射され、21日に公表した（韓国海軍レーダー照射問題）[24][25]。
- 2019年
  - 6月17日-18日 - パリ航空ショーにP-1哨戒機1機が地上展示された[26][27]。
  - 7月29日 - 鹿屋航空基地に3機配備される[28]。
- 2024年
  - 4月2日 - 下総航空基地 下総教育航空群 第203教育航空隊に1機配備される[29][30]。

## 機体

### 概要

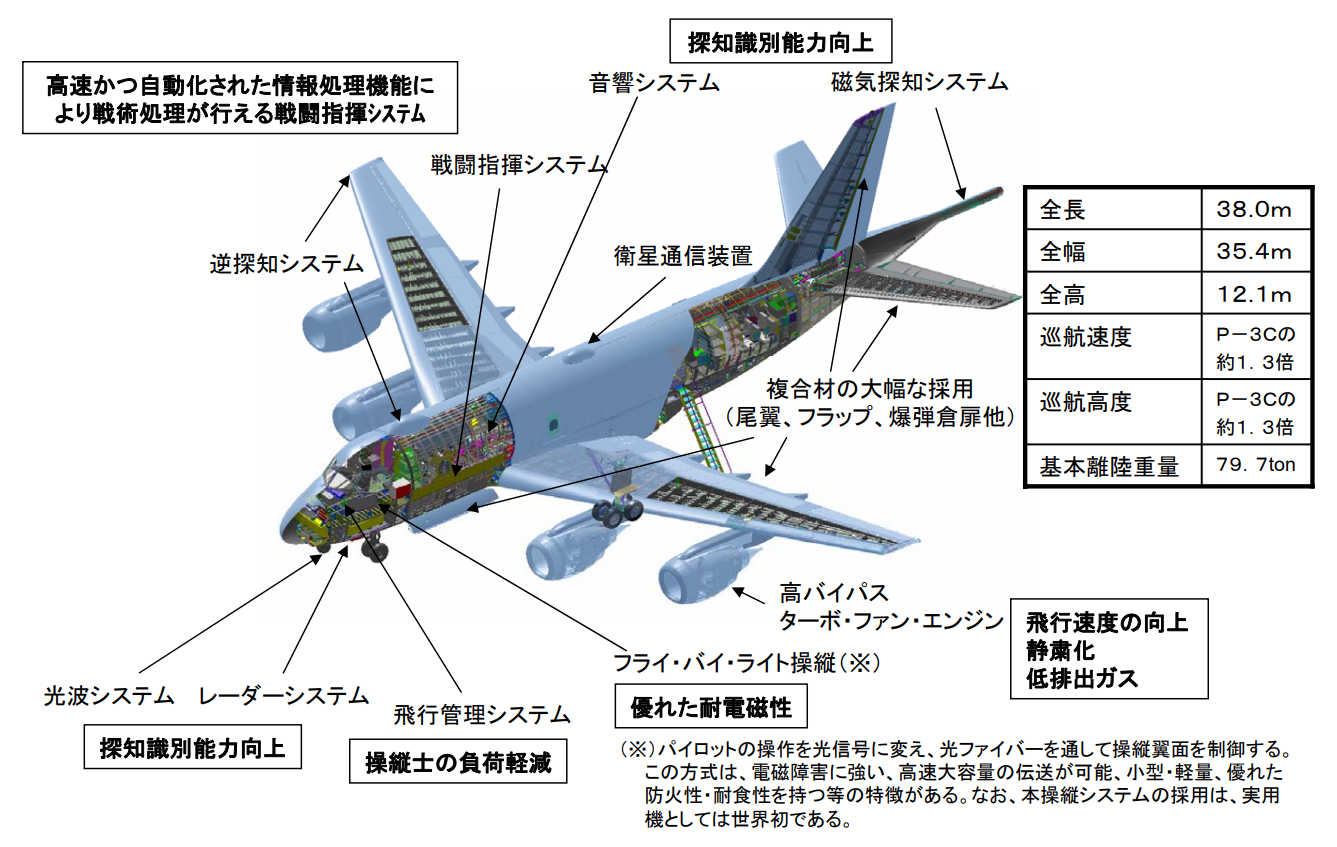

機体は川崎重工業、エンジンはIHIが製造するF7（試験機は XF7-10）による国産であり、機体の開発・製造では、三菱が中胴と後胴、富士重工が主翼と垂直尾翼を担当し、日本飛行機も分担生産に参加している。システム面では、搭載レーダーは東芝、音響処理装置は日本電気、管制装置はシンフォニア テクノロジー、自己防御装置は三菱電機、空調装置は島津製作所、脚組み立ては住友精密工業などが参加している。
機体だけでなく、機上整備システムとその地上解析装置も川崎重工業によって同時に開発されている。
P-3Cと同程度の大きさと生存性に加え、巡航速度と航続距離を向上しつつ騒音低減を実現させているが、これらは主な顧客である海上自衛隊の要求に合わせた設計である。なお競合機のP-8も、エンジンを2発とし磁気探知機（MAD）は装備せず（搭載は可能）、無人航空機との連携を前提とするなど、主な顧客（アメリカ海軍）の要求を考慮した設計としている。

### 機体
近年では珍しいターボファンエンジン4発機であることを除けば、外観は90席クラスの中型リージョナルジェットと同等である。機体サイズが近いターボファン4発の旅客機としてBAe 146（100席）がある。自主開発したCFD（計算流体力学）ツールを用いて全機形状の設計・開発が行われた。
主翼はP-3Cと同じく低翼配置のテーパー翼であるが、翼端は大きくカットされず直線的な先細翼である。近年の中・大型機に多いウイングレットやP-8のようなレイクド・ウイングチップ（傾斜翼端）は採用されていない。尾部形状はやや前方に配置された垂直尾翼とMADを収納したテイルブームを備えるなどP-3Cと同型であるが、水平尾翼はXC-2と基本設計が共通化したこともありやや大型化している。降着装置の車輪は胴体と主翼の付け根に設置されている。なお、これらの形状は1960年代末のPX-L検討で川崎が提案した『4発ジェット機』の特徴を引き継いでいる。
補助動力装置（APU）にはハネウェル製の131-9J（90kVA）が搭載されている。エンジンとAPUに装備されている発電機にはシンフォニアテクノロジーと川崎が共同で開発した国産のT-IDGが装備されている。T-IDGは、従来用いられてきた油圧式無段変速機に替わり、定速駆動機構として高速トラクションドライブ無段変速機を世界で初めて使用しており、高効率、高耐久性を実現するとともに、高度な制御により良質な電源を供給することが可能となっている。
同時に開発されるC-2輸送機とコックピット風防、主翼外翼（全体の半分）、水平尾翼、統合表示機、慣性航法装置、飛行制御計算機、APU、衝突防止灯、脚揚降システムコントロールユニットを共通化し、機体重量比で約25パーセントが共通部品、搭載システムでは品目数で約75パーセントが共通の装備となっている。これによって開発費が約290億円削減できたとしている。
飛行性能はP-3Cから大きく向上しており、巡航速度と上昇限度が約1.3倍、航続距離が約1.2倍になることにより、作戦空域到達時間の短縮、単位時間当たりの哨戒面積の向上が見込まれ、防衛省は機体数が削減されても哨戒能力が落ちることは無いとしている。
機体の配色は、P-3Cが明灰色単色の低視認性塗装だったのに対し、試作2号機および量産機では航空自衛隊がC-130Hの海外展開機に施す塗装に類似した青灰単色の迷彩となっている。なお試作1号機（5501）のみ技本試作機の標準色（白地に赤のストライプと胴体下面が灰色）である。後に海上自衛隊が導入したC-130RもP-1と同等の塗装が採用された。

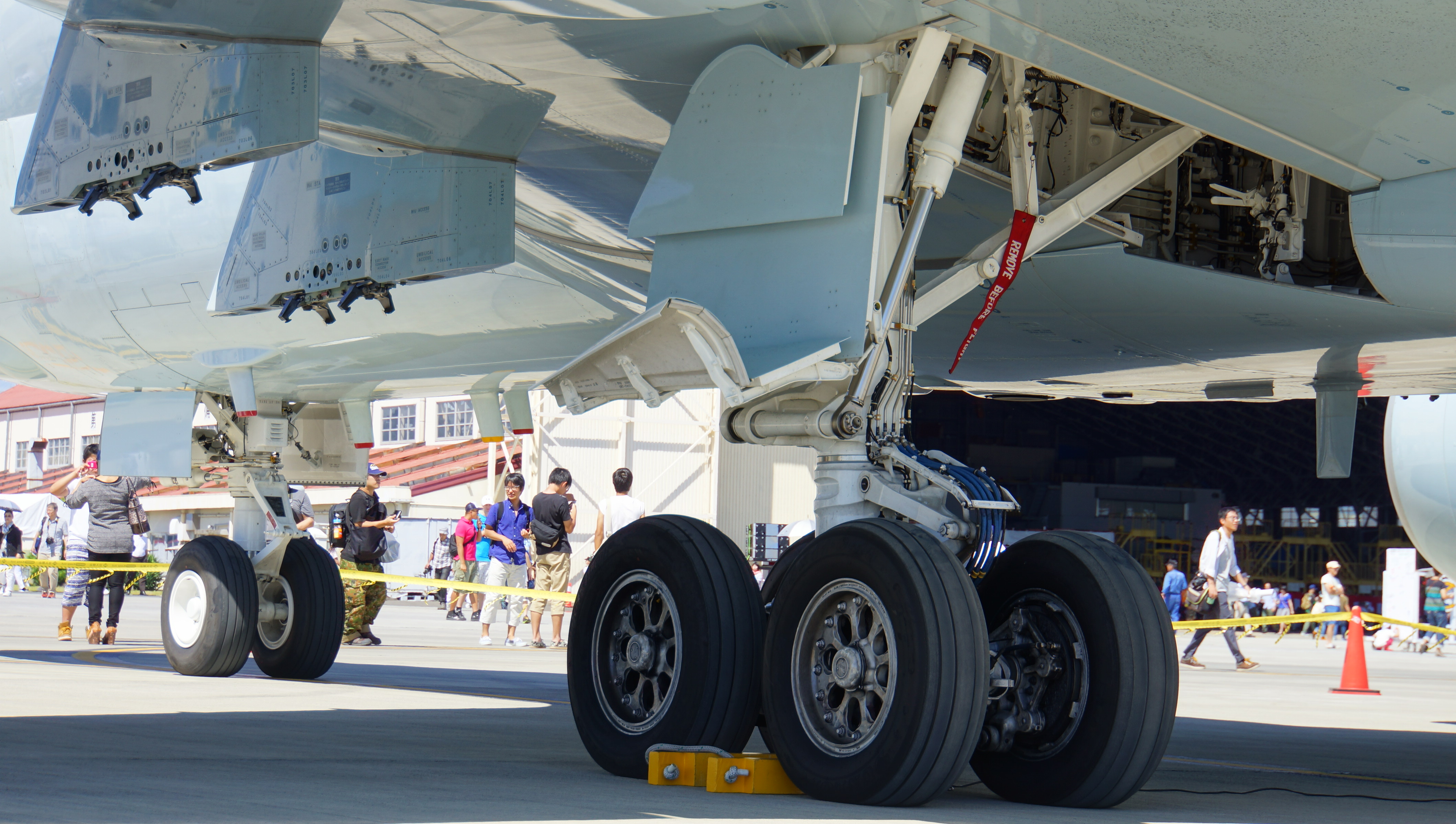
降着装置
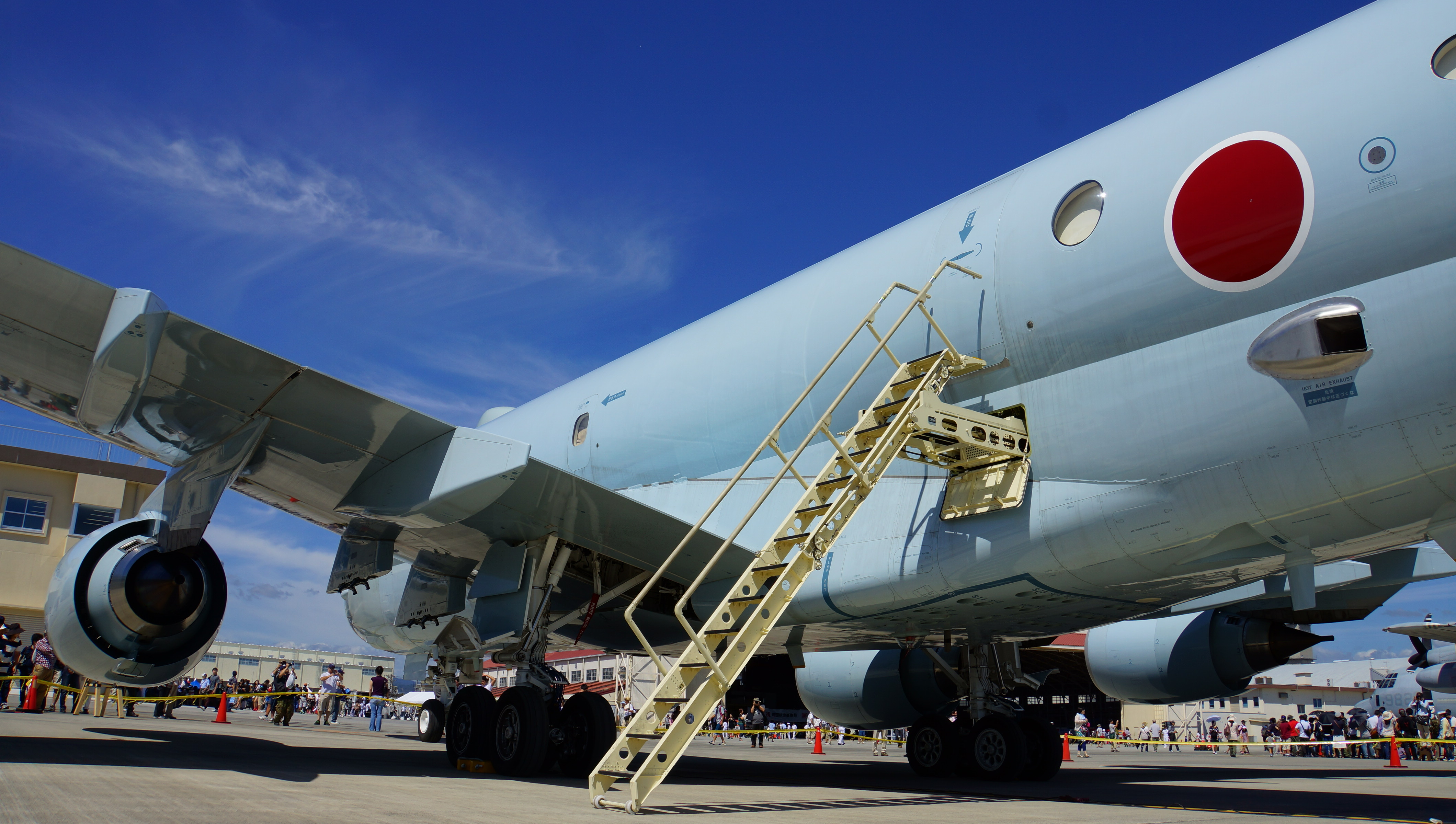
胴体左後方
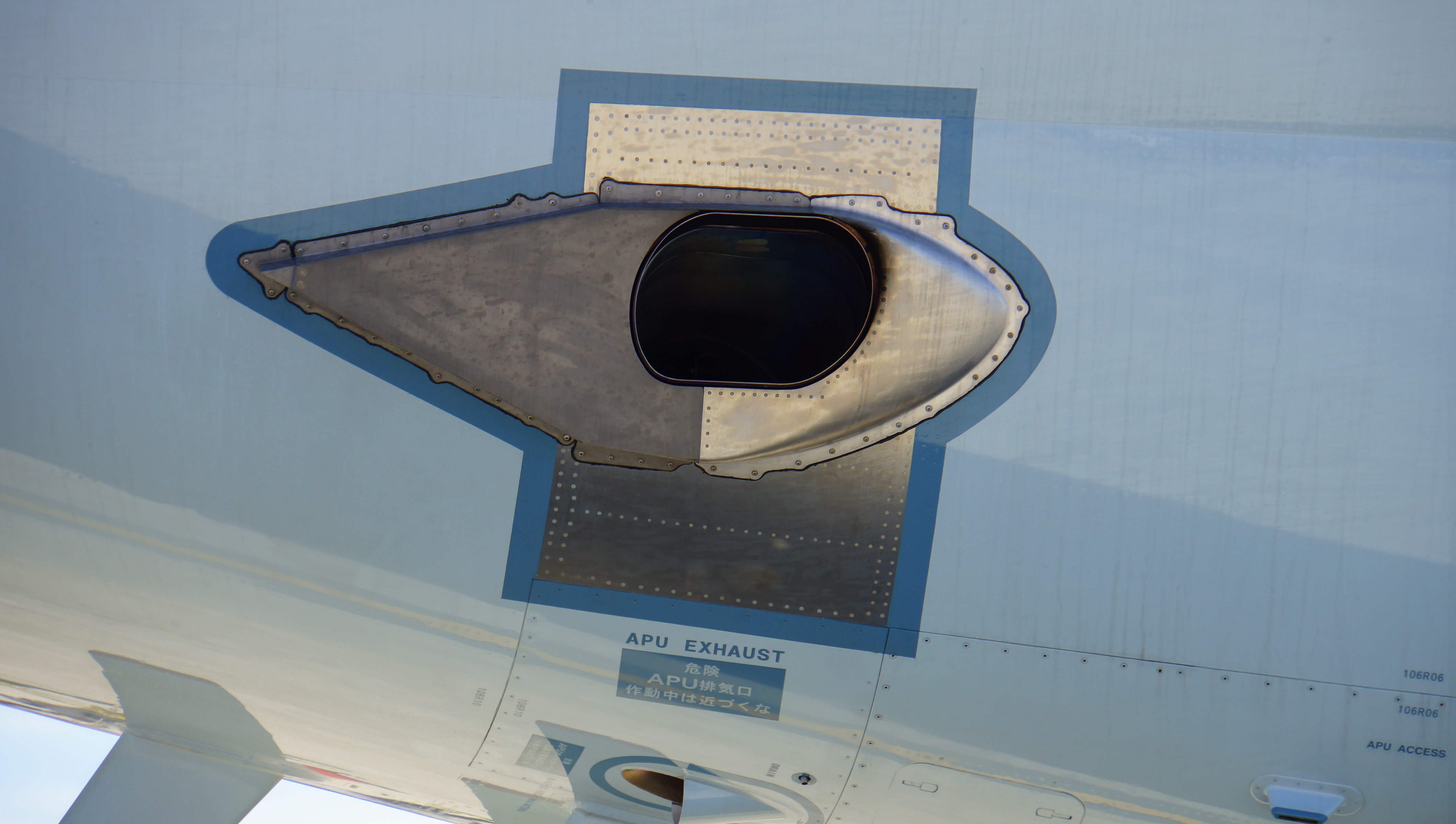
APU排気口

### アビオニクス
操縦系統はセンサー類や精密電子機器との干渉を避ける為に、光ファイバーを使用したフライ・バイ・ライト (FBL) 方式で、海自において装備評価試験機UP-3Cで実験を繰り返したものである。FBLの採用は実用機としては世界初の試みであり、配線の軽量化、消費電力の低減もはかられる。オートパイロットも高度維持程度の機能しか無かったP-3Cから大きく進化し、旅客機並みの自動操縦に加えトリム操作や当て舵の自動化など操縦アシスト機能も備えた高度な機能が搭載されている。
ミッション用の機器類は機体の飛行試験と並行して開発された。技術研究本部では1990年代より固定翼・回転翼哨戒機用の電子機器を自主開発しており、XP-1装備品もこの延長にあるものになると思われる。アメリカ軍との相互運用性確保の為、P-8Aとの共通性を持たせることが決定していたが、結局これは白紙還元され、日本独自開発のシステムを搭載する事となった。
機内のレイアウトはP-3Cに準じたものとなり、コックピット後方のTACCO（戦術航空士）席はバブルウインドウとなっている。胴体上部にはHLR-109B ESM装置のアンテナが設置され、2つの半球状フェアリングが特徴的である。P-3Cと同じく機体後部にMADブームを備え、内部に搭載されるMADとしてはカナダのCAE製AN/ASQ-508(V)を三菱電機がHSQ-102としてライセンス生産したものが採用された。機首下部にはHAQ-2光学/赤外線探査装置（FLIR）ターレットを持つが、普段は機首内に格納されており、使用時に機外へ出す。胴体下面には敵味方識別装置（IFF）アンテナをはじめ、通信・航法・ソノブイ電波受信用のアンテナが設置される。
機首レドーム内と前脚格納部付近のフェアリング内には、国産のHPS-106レーダーが合計3面設置されている。HPS-106はXバンド帯を使用するアクティブフェーズドアレイレーダーでGaNを使用した送受信素子を16モジュール装備したパックを長方形のフレームに100列収めている。レーダーの動作モードとしては、航法気象モード、対水上モード、逆合成開口モード、合成開口モードなどを有しており、P-3Cよりも遠距離・高高度から微小な目標を探知することが可能となる。
戦闘指揮システムには、SH-60KのHYQ-2と同様の人工知能的コンポーネントを備えた知識ベース技術を適応したHYQ-3情報制御処理器を搭載している。HYQ-3は戦況や情報を入力すると、海面に投下した複数のソノブイの音響や高性能レーダーなどからの膨大なデータ情報を一元処理し、最適な作戦を指示する。そのため、判断が半自動化されリアクションタイム短縮とワークロード低減に役立っている。また、偵察衛星との交信や民間船の運航情報など海上保安庁や各機関から取得し処理することで、即座に民間船と不審船を判別することも可能である。
音響処理装置は国産のHQA-7を搭載し、ソノブイからの各種音響信号を分析する。この先進的な処理装置は、静音潜水艦への対応能力を高め、搭乗員の業務負荷の軽減が可能である。
自己防御装置としてはHLQ-4を搭載する。HLQ-4はレーダードームの左右横と機体後部左右に装備されたミサイル警報装置 (MWS) やレーダー警報受信機 (RWR) のセンサー情報を統合して脅威判定を行い防御手段および回避手段の提示等を自動的に行うものである。
戦術データ・リンクとしては、MIDS-LVT端末を搭載し、リンク16に対応しておりイージス艦の他、F-15J 近代化改修機やE-767との情報共有が可能である。

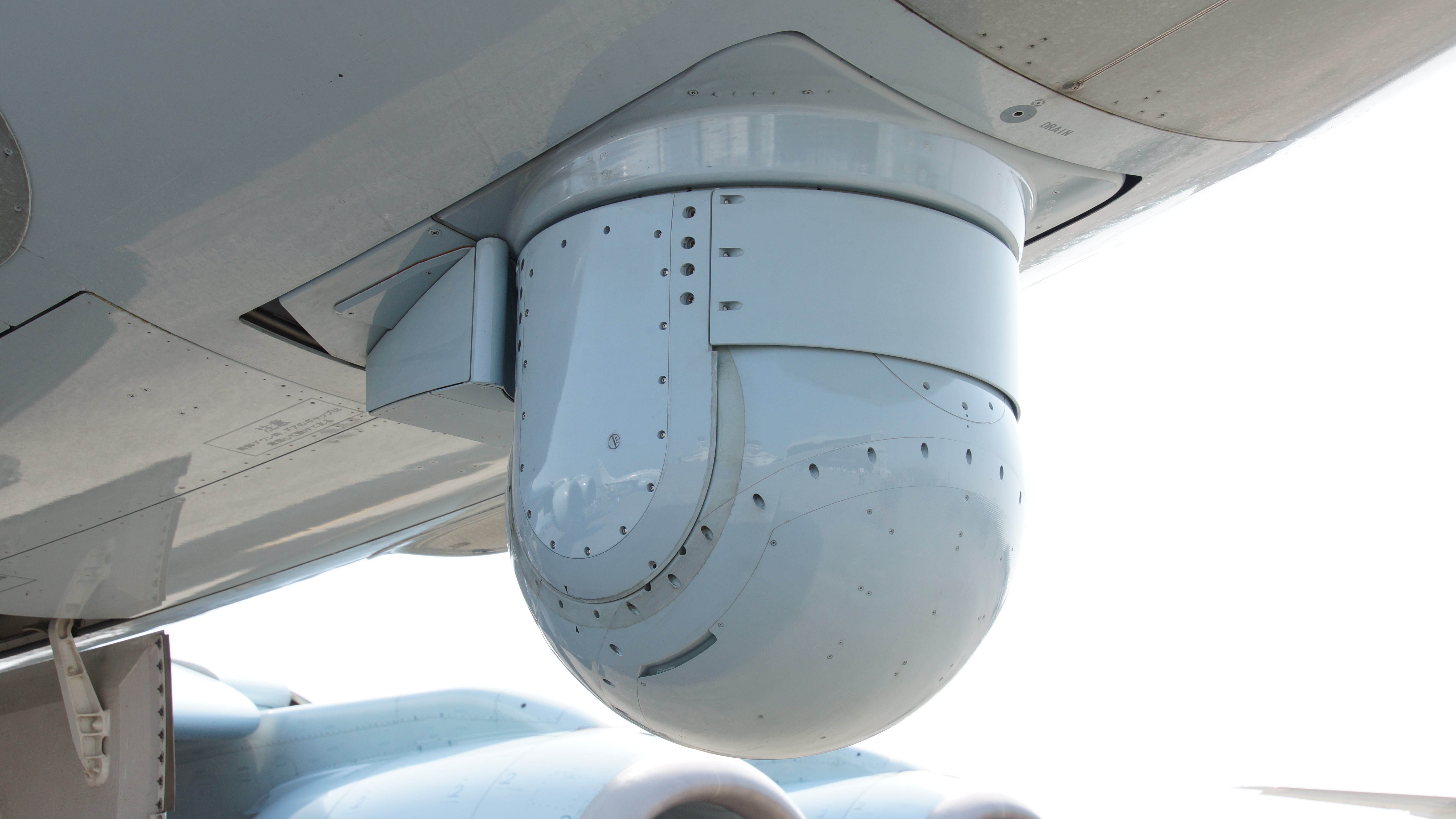
HAQ-2光学/赤外線探査装置（FLIR）
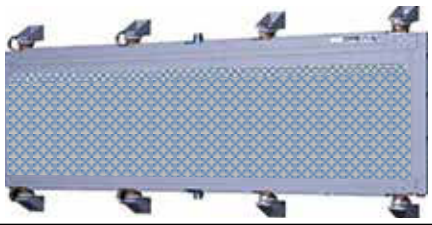
HPS-106
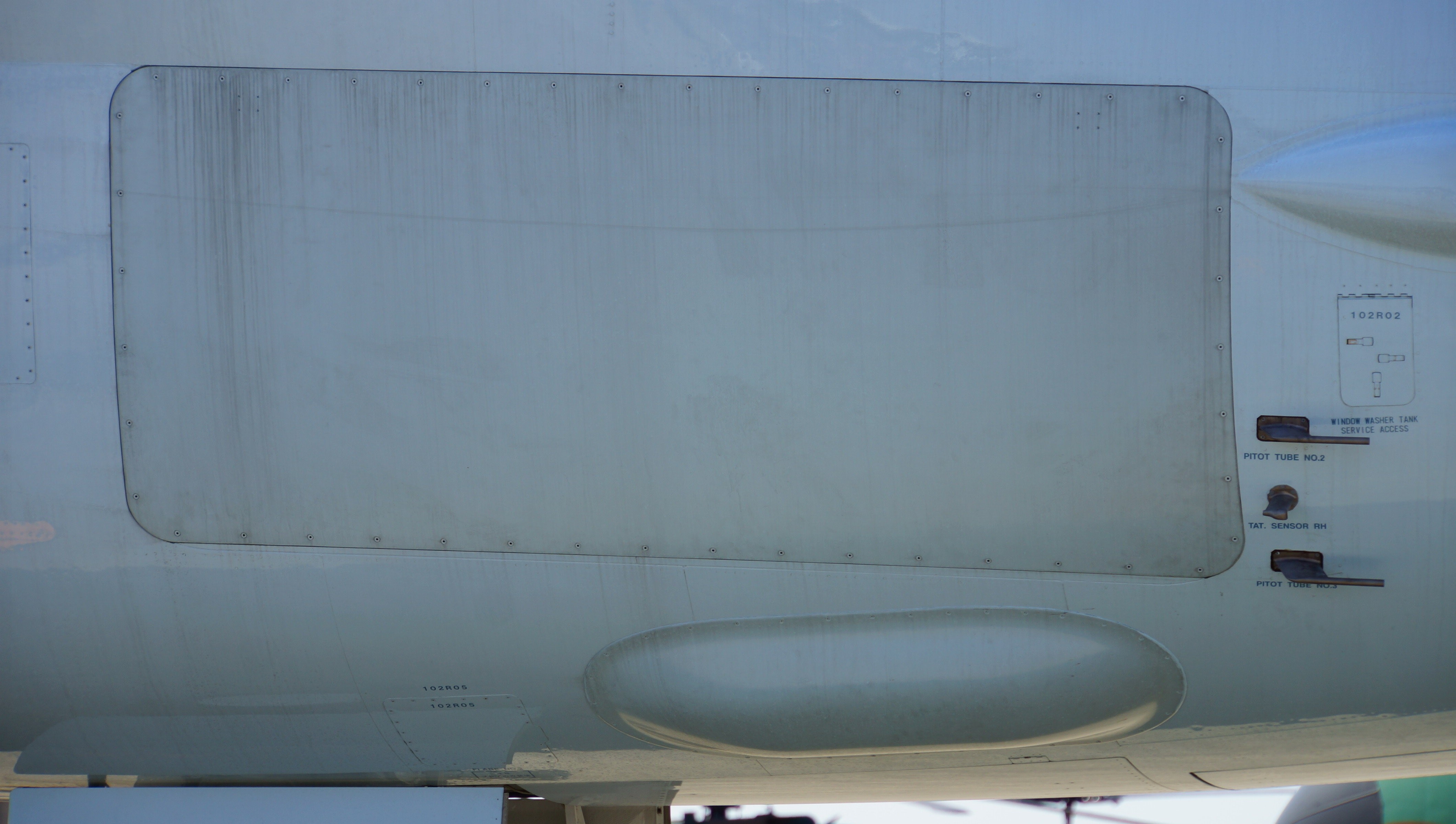
HPS-106が収容されたレドーム
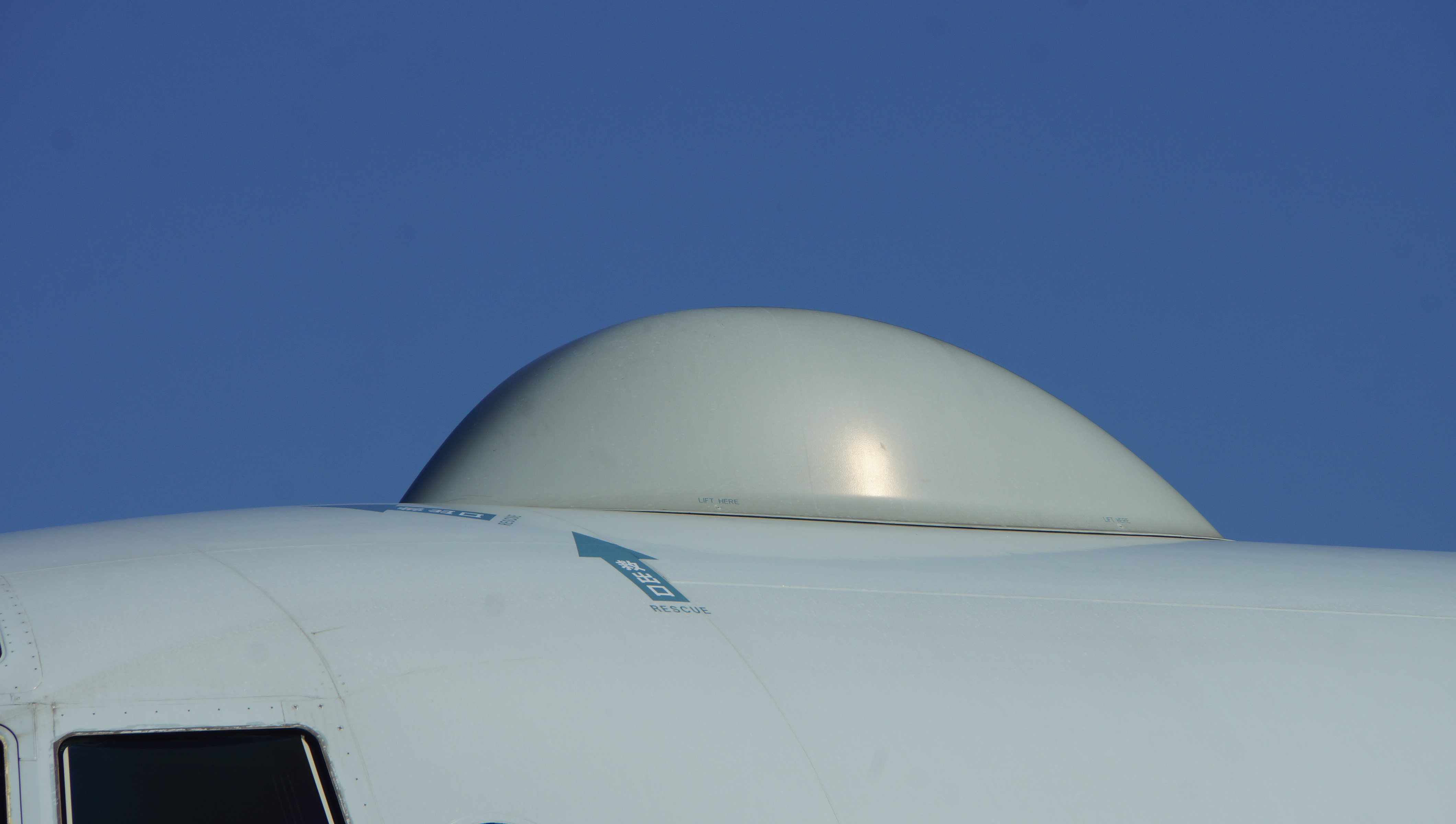
HLR-109B ESM
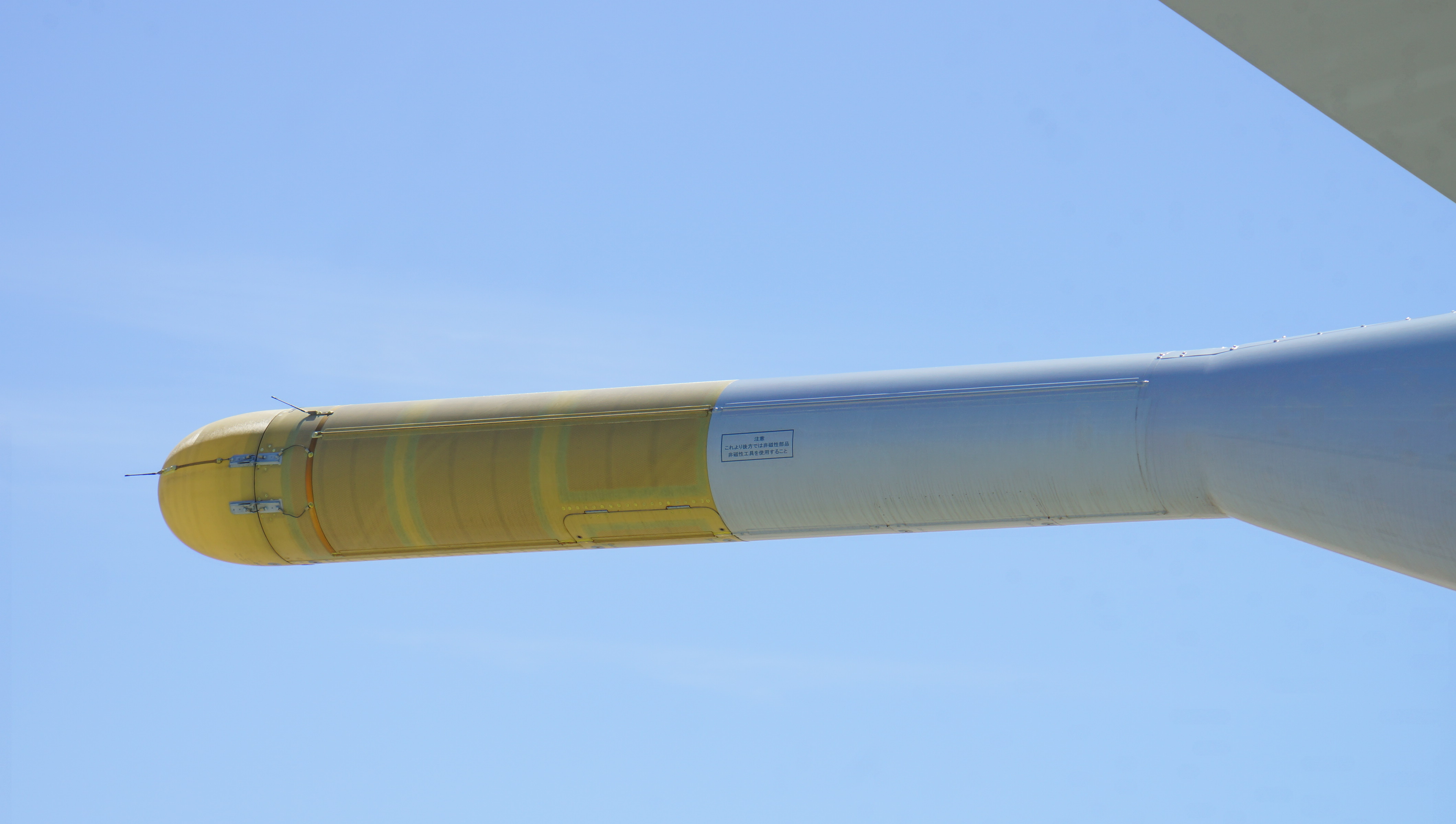
HSQ-102 MAD

### 機内

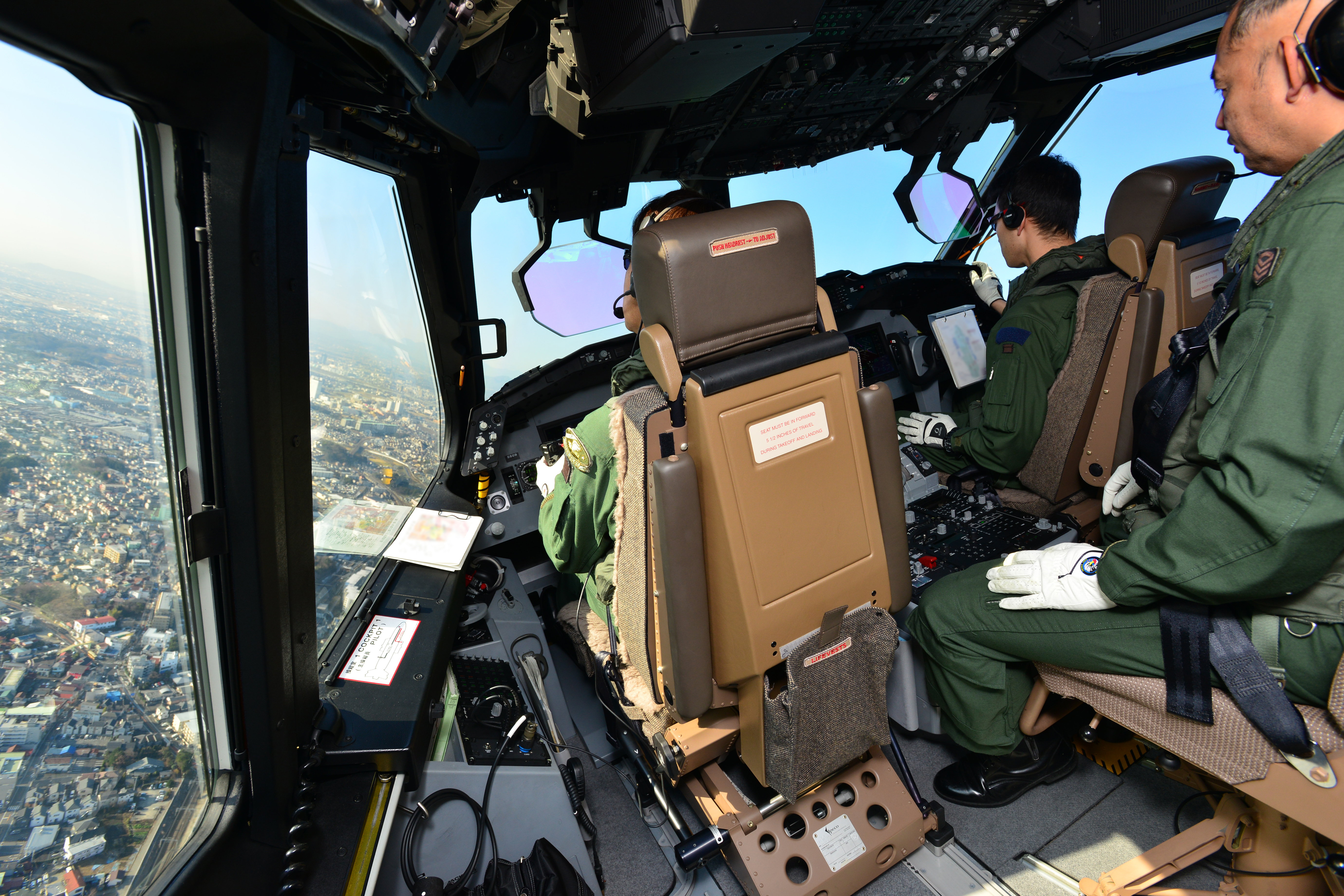
コックピット

コックピットはアナログ計器が多かったP-3Cから一新され、C-2と共通の大型液晶ディスプレイが6台、HUD（ヘッドアップディスプレイ）が2台装備されるなど近年の航空機に多いグラスコックピットが採用された。
P-3Cと同様に休憩スペースやトイレを備えたギャレー区画が用意されており、P-3Cでは電磁波の影響を避けるため使えなかった電子レンジを搭載しており弁当を温めることが可能となった。一方で、海上自衛隊では食事や休息を自身が配置された座席で済ませるため、搭乗員が休憩スペースで休憩することはなく見学に来た乗客くらいしか使わないという。P-3Cの休憩スペースにある座席上部にあった仮眠用の簡易ベッドはアメリカ海軍が冷戦時代に行っていた長時間哨戒に備えた装備であるため既に不要となっており、海上自衛隊では荷物置き場になっていたことから、P-1では最初から荷物棚として設計している。
ギャレー区画は狭いため災害派遣で急患輸送を行う際は、医師が動きやすいようにより広い機首側の区画にストレッチャーを固定するという。

### エンジン

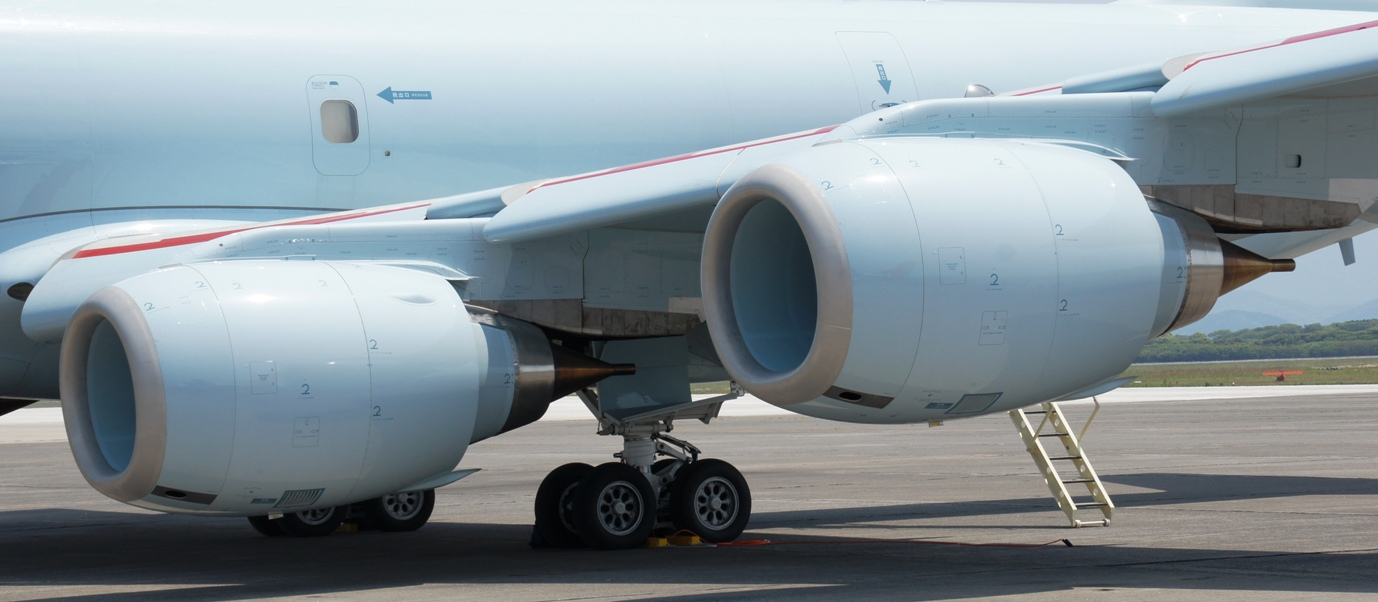
エンジンの配置

P-1に搭載されるジェットエンジンはF7ターボファンエンジンである。これは技本が石川島播磨重工業（現IHI）を主契約企業として2000年（平成12年）度からXF7-10として開発を開始したもので、開発総額は200億円以上。2004年（平成16年）10月に防衛庁の装備審査会議を経て10月28日に正式に採用を決定した。
F7は、離陸時推力が1基あたり約60kN（約6.1トン）と、一般的な50-100席クラス旅客機用エンジンと同水準で、バイパス比は8.2:1。省燃費・低騒音を特徴とする。推力では航空自衛隊のC-1輸送機に搭載するJT8D-9と同等であるが、同クラスの現用エンジンはGEのCF34-8E（エンブラエル170に搭載）程度しか存在しない。選択肢が少なかったため、日本国内の独自開発に至った。先行して開発されたXF5-1の技術が移転されており、また日米英独で国際共同開発したV2500の経験も活かされている。IHIがタービンなど基幹構成品を開発・生産するほか、川崎と三菱も部品を供給する。
P-1ではこのF7が主翼下パイロンに4基が搭載される。そのうち機体側の2基のナセルにスラスト・リバーサが装備されている。エンジンが増えることで燃費、整備性では不利になるが、島嶼哨戒地域への到達時間短縮、低高度飛行での騒音軽減、任務時の生存性では有利となる。特に海上自衛隊では不審船事件においてP-3Cに向けRPG-7が発射された事例を受けて冗長性を持たせるため、P-3Cと同じ4発機が要望されていた。また低空で長時間飛行することを前提にしているため厳重なバードストライク対策も施されている。
P-3Cなどのターボプロップ4発の哨戒機では、哨戒飛行中にエンジンを1〜2発停止させるロイター飛行により燃費向上を図っていたが、P-1では哨戒中の電源確保やターボファンエンジンは停止してもファンが風力で回転し抵抗が増えることおよび、空中での再始動失敗のリスクからエンジンを停止しながらの飛行は考えられていない。
エンジンの騒音は、プロペラ機であるP-3Cに比べて、巡航出力で10デシベル程度、離陸出力で5デシベル程度低減しているとされる。厚木基地周辺の大和市、綾瀬市が行った調査では、P-3Cに比べ騒音が低減されていることが確認されている。
対潜哨戒機という性質上洋上を低空で長時間飛行することとなるが、これにより発生する塩害への対策が十分ではなく、エンジンが速やかに腐食するという欠陥があり、これにより一部のエンジンは事実上廃品となっており機体の可動率（Operational Availability）を著しく下げる結果になっていると報道されている。またこうした問題は開発段階から指摘されていたもののIHIにより「偶発的な問題」とされ分析、改善は行なわれていなかったと報道されている。

### 兵装

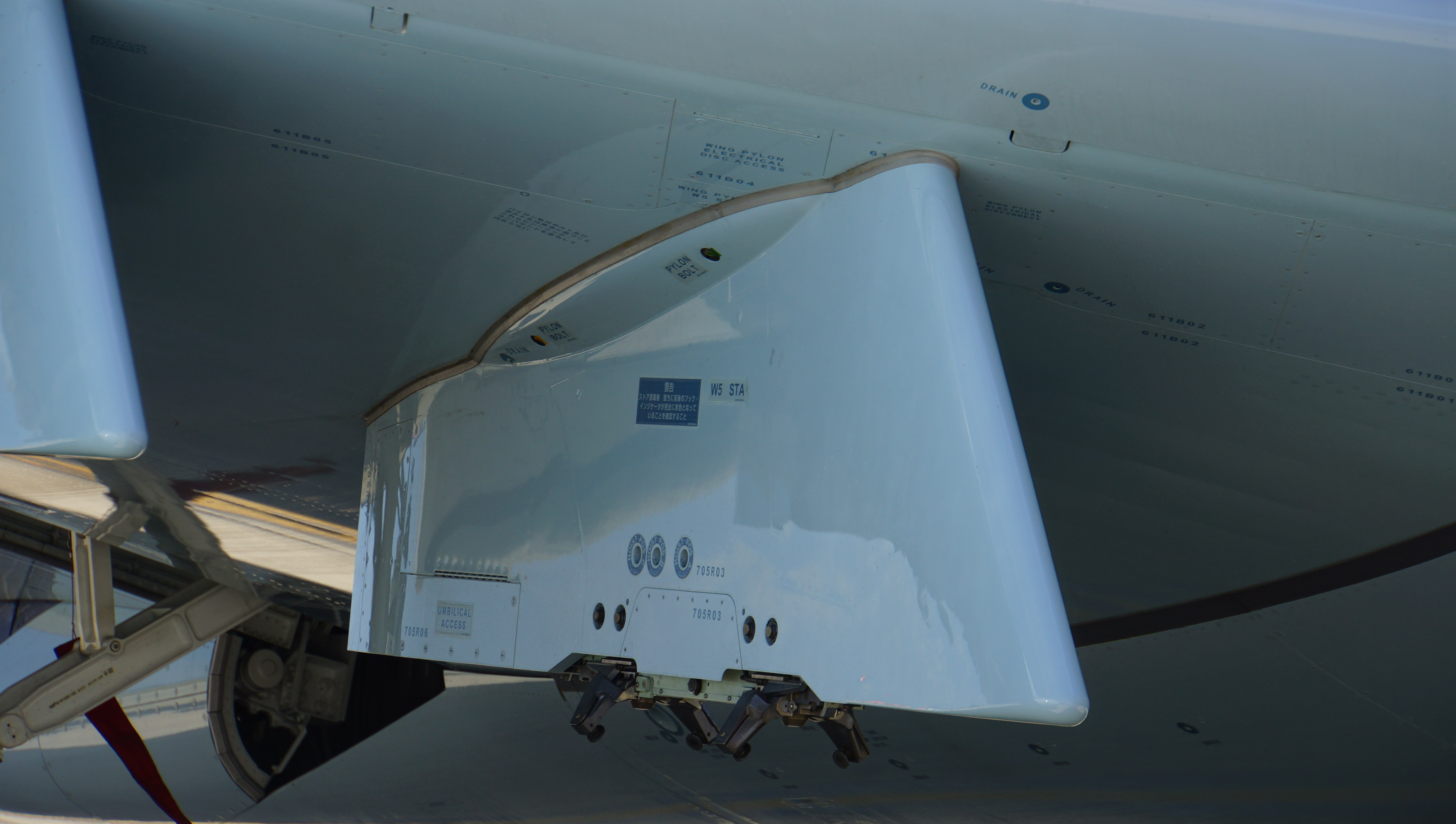
ハードポイントに設置されたパイロン

P-3C同様に機首の下部に爆弾倉を持ち、対潜爆弾・魚雷を格納する。主翼の下のハードポイントにはパイロンを介しP-3Cの倍となる最大8発までの対艦誘導弾（91式空対艦誘導弾、AGM-84 ハープーン）や空対地ミサイル（AGM-65 マーベリック）を装備できる。
ソノブイ発射口はP-3Cと同じく主脚の後部に位置するが、数は10減の38個である。一方でP-3Cでは飛行中の機内から装填可能なのは48個中3個のみで、機内からも保管ラックから発射口まで人力での運搬を要したが、P-1では全てが内部から装填可能な上、一部はロータリー式のランチャーにより自動装填されるなど負担が軽減されている。また将来登場が見込まれる新型ソノブイへ対応可能な拡張性も持つ。

## 能力向上
量産機配備間もないP-1であるが、2020年代以降の潜水艦の静粛化、高性能化及び行動海域の拡大に対して哨戒機の対潜能力の優位性を確保するため能力向上のための研究が行われている。
具体的には、機材のCOTSリフレッシュ、情報融合能力を有した戦闘指揮システム、レーダーや光学及び音響センサーの信号処理技術の研究などである。2013年（平成25年）度から研究試作を開始しており、2016年（平成28年）度内に所内試験を終える予定である。
2020年（令和2年）度には、探知識別能力、飛行性能、情報処理能力等が向上したP-1を調達する予定である。

## 派生型
海上自衛隊ではP-3Cの派生型をいくつかの用途に使用しているが、これらの後継機もP-1をベースに改造開発されることが有力視されている。

### 多用途型
最初の派生型として、P-1試作1号機(5501)が2015年6月に多用途機UP-1に改修され、UP-1(9501)に機体番号が変更された。

### 電子情報・画像情報偵察型
EP-3（新造5機）とOP-3C（改造5機）については、2005年（平成17年）より耐用年数設定の為の技術検討が行われており、後継機選定のスケジュール設定の目安となるデータを収集している。これらがP-1で代替されれば、製造数は80機程度となる。
2021年（令和3年）度から「次期電子情報収集機の情報収集システムの研究」が開始され、2024年（令和6年）度から電子作戦機が開発される見込みである。

### 早期警戒型
日本が運用しているアメリカ製早期警戒機E-2Cの後継として、2025年頃を目標に遠方から高精度に弾道・巡航ミサイルやステルス機をより早期に探知できるように、電波センサと光波（赤外線）センサを融合させて更にパッシブレーダー能力を付与した日本独自の高度な国産早期警戒機の開発が検討されている。
その第一歩として、2000年度から2010年度まで「将来光波センサシステム構成要素技術の研究」の名目でUP-3Cを試験母機にした「将来センサシステム（搭載型）」と呼ばれる航空機搭載型赤外線センサシステムを開発した。このセンサシステムは通称エアボス（AIRBOSS、Advanced Infrared Ballistic-Missile Observation Sensor System）とも呼ばれ、その役割から日本版コブラボールとも呼ばれた。航空機に搭載して運用するため目標の背景が宇宙空間となり、衛星で弾道ミサイルの発する赤外線を探知するより優れた部分もある。2005年（平成17年）11月と2007年（平成19年）12月には米ハワイ州での試験で弾道ミサイルの捜索・探知・追尾に成功した。
また、これと同時に「2波長赤外線センサ技術の研究」を2005年度から2012年度まで行っており、2007年（平成19年）度から2012（平成26年）年度まで行う予定だった「将来無人機構成要素の研究」の一部要素を割愛して2007年（平成19年）度から2010（平成22年）年度まで「早期警戒滞空型レーダ技術の研究」を行った。これらの研究の成果を反映して、2010年（平成22年）度から2017（平成29年）度まで「電波・光波複合センサシステムの研究（遠距離探知センサシステムの研究）」の名目で、電波（レーダー）と光波（赤外線）で得られた情報を融合させて目標を探知する航空機搭載型センサシステムを開発中である。
2015年に公開された防衛省技術研究本部平成27年度予算概算要求の概要では、P-1の上部にレドームを設置し内部に3面にレーダーを設置する予想図が掲載されていた。搭載レーダーとしては、固定式地上レーダーなどの技術を応用した国産のほか、ノースロップ・グラマンがE-2D用のAN/APY-9を提案している。
平成27年（2015年）度に概算要求において「国産大型機への早期警戒機能付与に関する調査研究」という名目で8,000万円を計上し風洞を用いた空力試験を実施予定であったが、認められなかった。
一方、海自OBと企業エンジニアによる勉強会（ASW勉強会、A-SAM勉強会）では、P-1にレーダーを搭載し捜索専門とする支援機（FOS)をセンサーの一部とする、J-CECと呼称される国産共同交戦能力の整備を提唱している。このP-1（FOS）のイメージ図は、平均台型のレドームと光波センサーを装備しており、上記の早期警戒型に該当する。

## 調達と配備
2010年（平成22年）度以降にP-3Cの減数が始まることに合わせ、中期防衛力整備計画（平成17年度～21年度）で4機の導入が計画され、2008年（平成20年）度予算で初めて4機（量産1号機/通算3号機以降）分679億円の予算が計上された。単年度契約としては4機という比較的大量調達に至ったのは1機当たりの調達価格を低減させるために2年分を一括調達したことによるものである。
従来の海自の作戦用航空機全体の定数は13個隊170機（内、P-3Cは8個隊約80機）であったが、平成17年度以降に係る防衛計画の大綱では9個隊（内、P-3Cは4個隊）150機まで削減された。防衛省ではP-3Cを完全に置き換える方針であるが、P-3Cよりも航続距離・連続哨戒時間が向上したP-1の導入により、さらに少ない約70機で能力を維持できるとしている。
2011年、試験中に機体に数か所のひび割れが見つかり、同年度中であった配備予定が遅れていたが、2013年3月12日、防衛省よりP-1の開発完了と厚木基地へ最初の2機を配備することが発表された。
2013年3月26日、岐阜県各務原市の川崎重工業岐阜工場にて量産初号機の納入式が実施され、同月29日午後2時ごろに厚木基地に着陸した。この最初の2機は厚木基地配備となり、2年ほど飛行試験や搭乗員訓練などを行った後、警戒・監視任務に就く予定であるが、同年5月に、速度超過警報装置の作動を確認した後に急減速を行う飛行試験中に全部のエンジン（4基）が停止する不具合が発生したため、2機の飛行停止措置がとられた。この事実は同年6月20日に発表され、その原因と対策については同年9月27日に発表された。その後必要な検査・改修を受け、2013年末までには全機が通常の作戦行動を遂行することが可能となっている。
2008年から2014年までは年度ごとの調達数も数機程度であったが、日本を取り巻く安全保障情勢が一層厳しさが増していることから2015年度予算では単年20機の調達が決定され、本格的な量産体制に入った。防衛省はこの大量一括調達による量産効果により1機あたり20億円、調達する20機合計で403億円の製造経費削減となると説明している。これによりP-1の調達数（発注済）は33機となった。

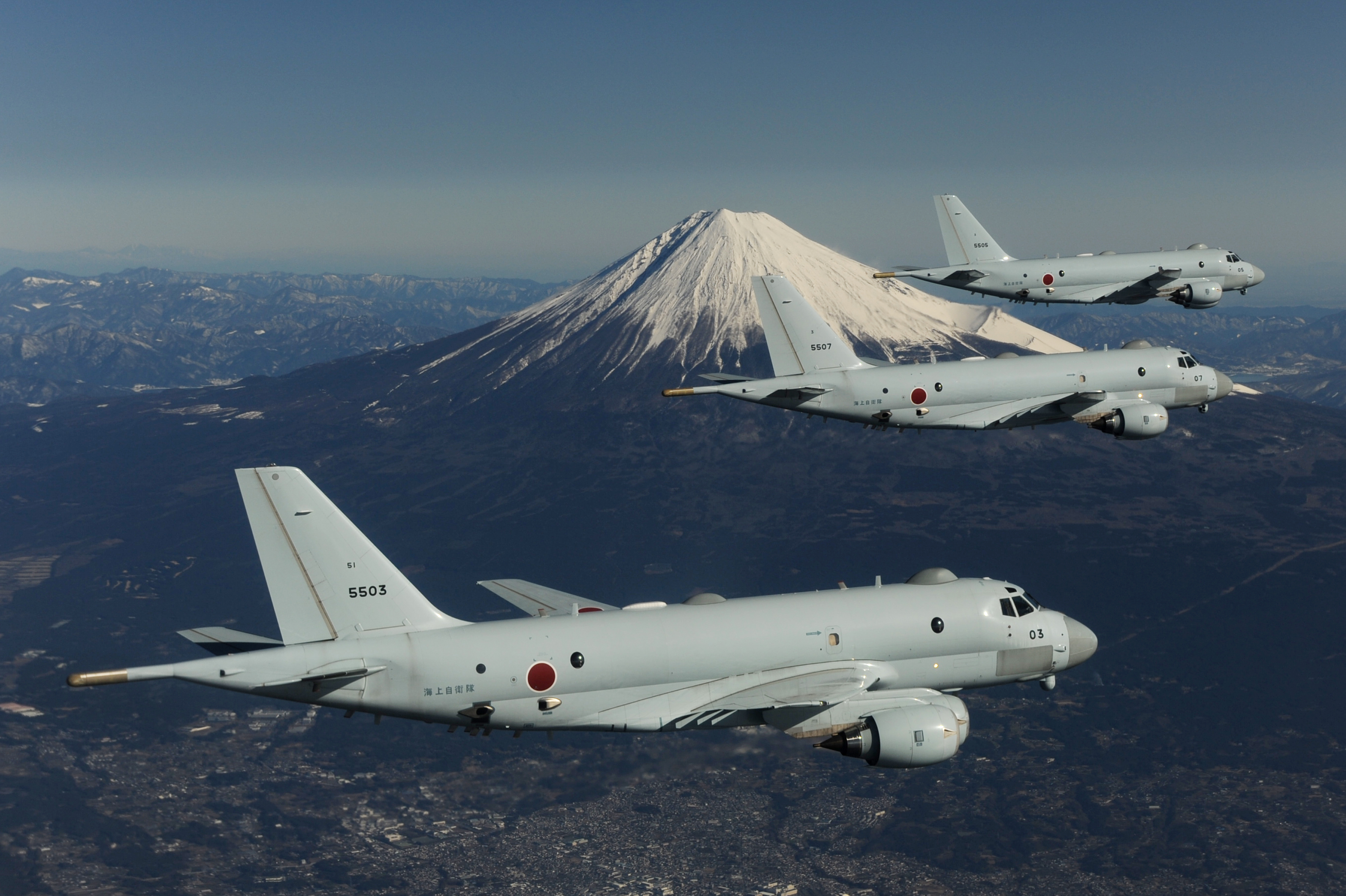
富士山上空のP-1

2015年予算において大量調達が決定されたことを受けて、2015年2月4日から13日まで厚木航空基地第51航空隊所属の2機のP-1哨戒機が、ハープーン対艦ミサイルなどの実射演習が可能な広い演習海域を持つ米国ハワイ州カネオヘ・ベイ海兵隊航空基地へ海外展開し、無事発射試験を成功させた後、2月13日に厚木基地に帰還した。これによりP-1哨戒機はその高い対潜哨戒能力に加え、有事の際に実効的な抑止力となる対地・対艦攻撃能力を持つことを証明したといわれている。6月25日、厚木基地で正式運用となるP-1が報道陣へ公開された。
将来的には配備数を削減し任務の一部を無人航空機のシーガーディアンに移行する計画である。

### 調達数
- 2025年3月末時点の保有機数は35機[78]。
- 2015年度予算より法改正され一括購入が可能になり同年度の調達数が大幅に増えた[79]。

| 予算計上年度         | 調達数  |
| -------------------- | ------- |
| 平成20年度（2008年） | 4機     |
| 平成22年度（2010年） | 1機     |
| 平成23年度（2011年） | 3機     |
| 平成25年度（2013年） | 2機     |
| 平成26年度（2014年） | 3機     |
| 平成27年度（2015年） | 20機    |
| 令和2年度（2020年）  | 3機     |
| 令和3年度（2021年）  | 3機+3機 |
| 令和5年度（2023年）  | 3機     |
| 令和6年度（2024年）  | 3機     |
| 合計                 | 48機    |

### 配備部隊
- 厚木航空基地
  - 第4航空群 - 第3航空隊
  - 第51航空隊
- 鹿屋航空基地
  - 第1航空群 - 第1航空隊
- 下総航空基地
  - 下総教育航空群 - 第203教育航空隊

## 問題点
配備後に様々な問題が発生している。
最も大きな問題は、エンジンの故障が頻発していることである。エンジンの平均故障間隔は計画段階の半分にも及ばず、エンジンが4基装備されていることもあいまって、飛行可能な状態である機体は50％未満とされる。清谷信一は、可動率（Operational Availability）は3割程度と指摘し、記者会見では当時の海上幕僚長がP-1の可動率に大きな課題があることを認めた。他にも光学センサーの取り付け位置が不適切、選定されたカーボン繊維複合材が超音波検査に不適という構造上の問題点も指摘されている。
能力についても2021年のグアムで実施された米海軍主催の固定翼哨戒機の多国間共同演習「シードラゴン2021」では、P-8が成績トップであったが、P-1は、他国の旧式なP-3Cにも劣る成績に終わっている。ただし「シードラゴン2023」および「シードラゴン2024」ではP-1が優勝しており、能力不足はないとする意見もある。
性能以外にもまた、P-8のように民間機との共通部品がなく高コスト体質であり、P-8の1.5倍の価格であると指摘される。また部品の納期が長期化していることを把握していなかったため、交換時期に合わせた調達が出来ず慢性的に部品が不足している問題も指摘されている。
2025年には会計検査院は「エンジンが腐食し規定の性能を発揮できない」「アビオニクスに不具合」「予備部品を十分に調達できない」ことなどから稼働率が十分ではないと防衛省、海上幕僚監部、防衛装備庁に問題点を指摘し改善を要求した。この問題に関連して朝日新聞は「エンジンの欠陥については開発段階から把握していたもののIHIが調査改善を拒否した」「アビオニクスについては十分な試験をおこなっていなかった」など著しく無責任な開発体制であったこと、また武装に関しても問題が発生していること、その理由として(開発当時の)予算不足、文官と自衛官の縦割りにより情報共有や連携が十分におこなわれなかったことが原因であるという指摘があると報道された。

## 輸出

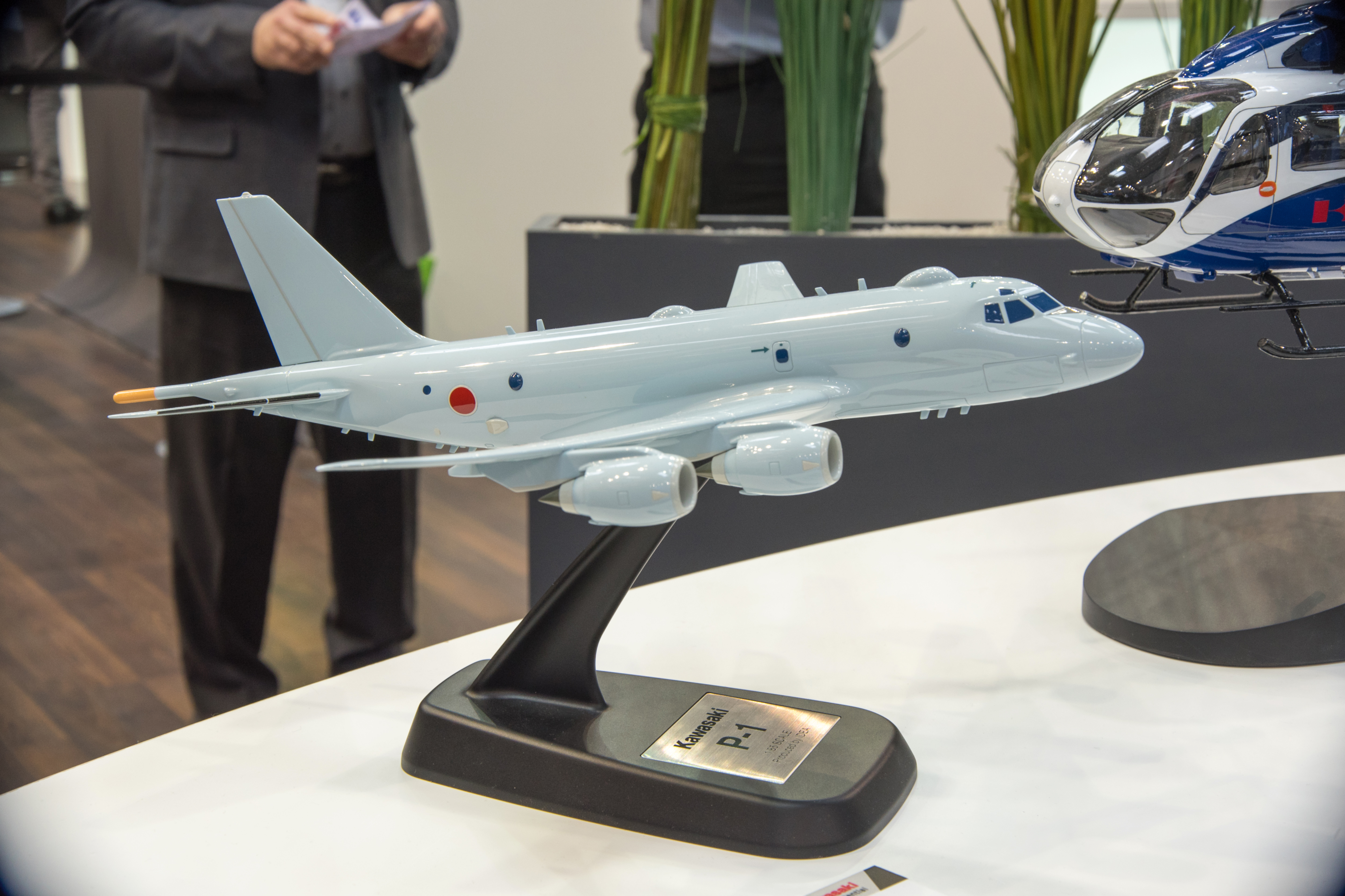
ハノーファー・メッセに展示される模型（2017年）

武器輸出規制の緩和によって日本と同じくP-3を導入している国を中心に売込みが行われており、官民共同で海外の航空ショーや見本市などに出展している。
P-3Cの入れ替え需要を狙いボーイングのP-8の他にもATR 72-600ベースの『ATR 72ASW』、エアバスが提案するA319ベースの『A319 MPA』、スペイン・インドネシア共同開発の輸送機ベースの『CN235 MPA』、『C295 MPA』、チャレンジャー 600をボーイングが哨戒機に改造する『チャレンジャー MSA』、ダッソー ファルコン 8Xをベースとした機体 など多数の競合機が提案されているが競合機と比較し新造機による各国導入に際し新規運用認証取得の必要になり、国産4基エンジンのアフターサービスなどもネックになることが多く、多くの競合で世界的ベストセラー旅客機で運用認証やアフターケア体制で分のあるボーイング737NGシリーズを原型としたP-8との競合で敗れている。
機体価格の他、導入国での型式証明など関連作業、アメリカ以外で導入されているP-8が搭載する独自仕様機との連携、他国でのアフターサービス網の整備などが問題とされる。

### 調達検討国
イタリア
イタリアでは、地中海で増大する潜水艦の脅威に対応するため、2029年までに新型対潜哨戒機を調達予定で、候補としてP-8、C27J ASW、P-1が挙げられている。
 タイ
タイでは海軍がP-3Tを2機運用しているが、2016年6月に日経新聞はタイがP-1とUS-2の取得に興味を示していると報道した。

### 不採用国
イギリス
イギリスでは、早い段階からイギリス空軍のニムロッドMR.2の後継機としてへの売り込みが検討されており、イギリス製のシステムを搭載する共同開発も視野に入れているとされた。2015年にはイギリスのフェアフォード空軍基地で開催された「ロイヤル・インターナショナル・エア・タトゥー (RIAT)」に第51航空隊の所属機 2機（機体番号 5504と5507）が参加した。しかし、同年P-8が選定され、P-1は敗れている。

RIAT 2015に参加したP-1
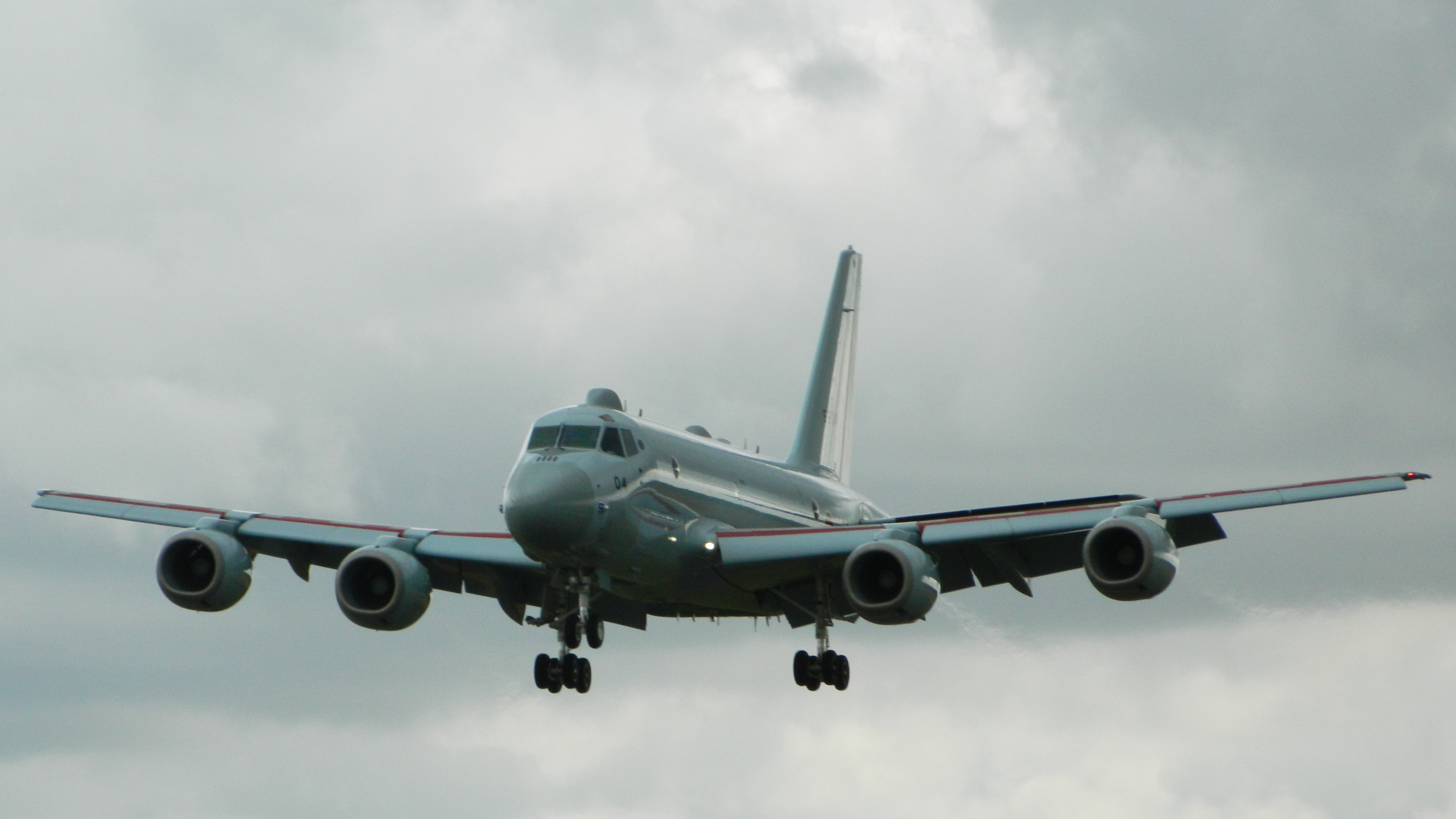
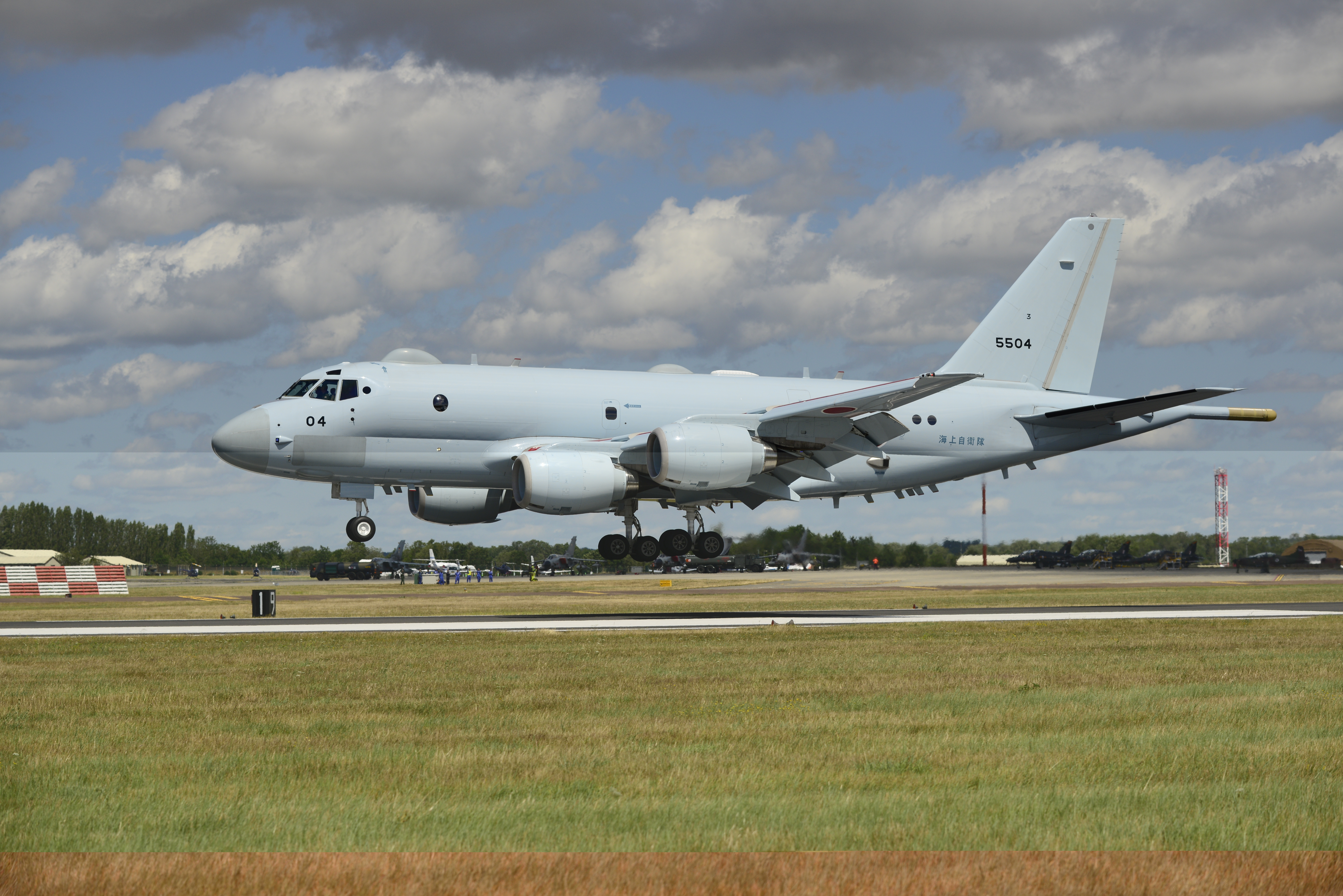
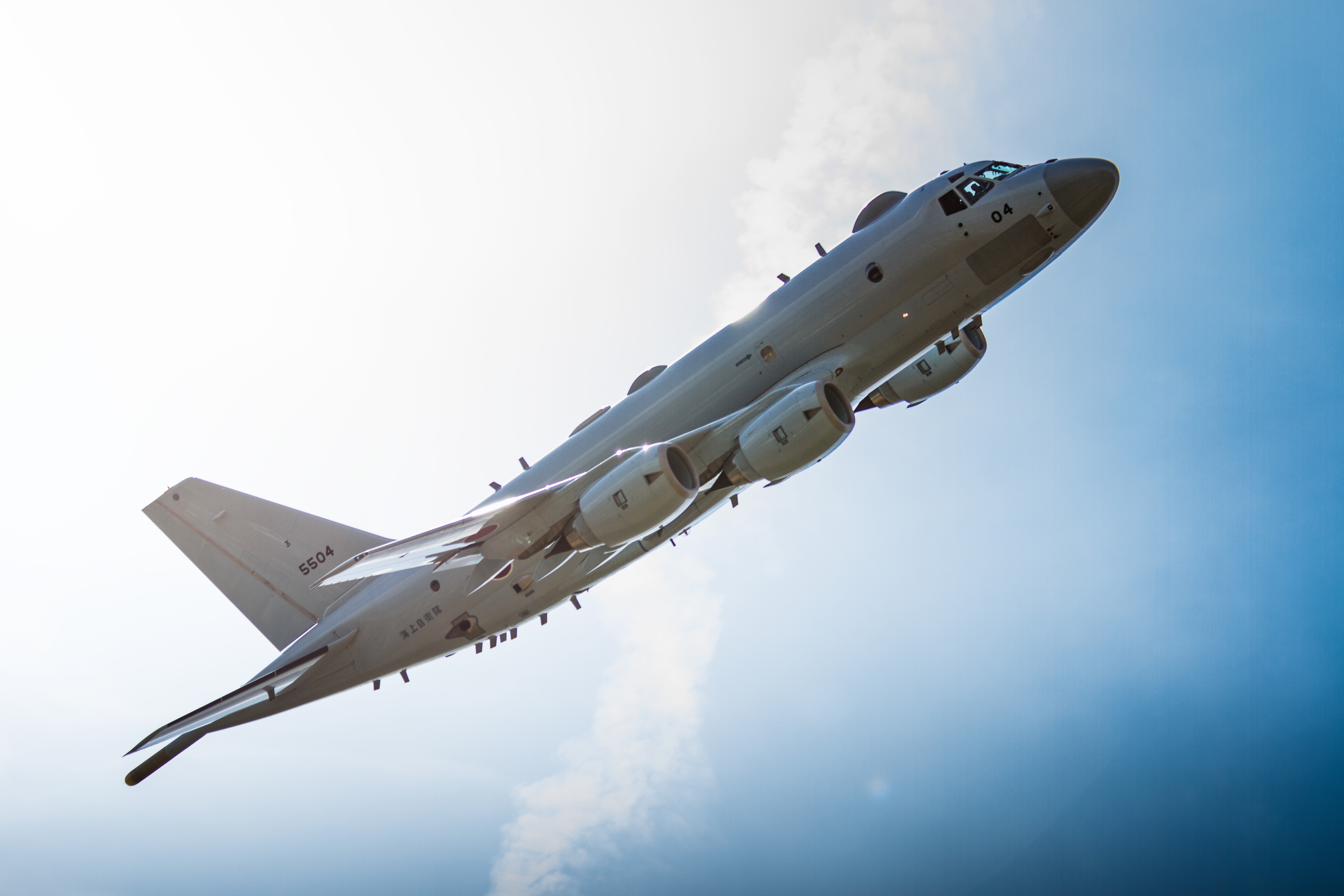
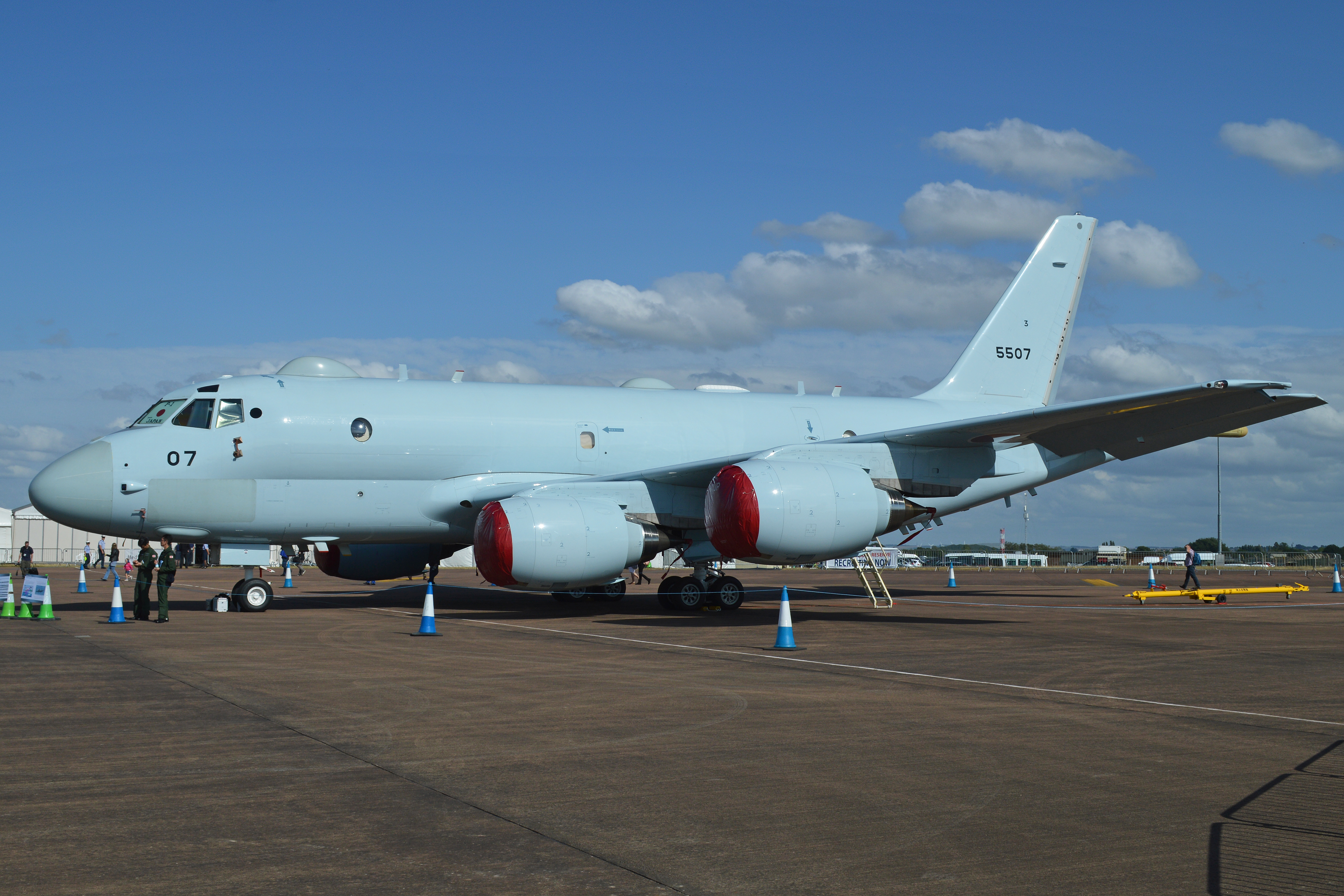

 ニュージーランド
ニュージーランドでは空軍がP-3Kを運用するが、2016年6月にニュージーランド国防相が中谷元前防衛相との会談で関心を示しており、アピールを含めてニュージーランドでの共同訓練に参加した。
2017年には1月3日付けの日経新聞が海上自衛隊に導入されたP-1の他、航空自衛隊に導入されたC-2について、政府がニュージーランド空軍への導入をめざした交渉を開始したと報じた。同報道では防衛省と川崎重工の担当者がニュージーランドで基本性能について情報提供し、交渉を進めているとし、一部の部品での共同生産の検討もあるとされていたが、後にニュージーランド国防部のスポークスマンは、このような訪問は受けておらず、「日本政府や川崎重工業との交渉には関与していない」と述べ、今年の航空機の交換についての決定はないだろうと指摘した。またニュージーランドの国防予算と比較してP-1やC-2は高価すぎるという意見もある。
最終的に2025年を目処にP-8Aで入れ替える予定。
 フランス
 ドイツ
2017年6月19日に開幕したパリ航空ショーにて、MRJと共にP-1が展示され、エマニュエル・マクロン大統領が視察した。
2017年、フランス海軍とドイツ海軍は、運用するアトランティック2の後継機アトランティック3が計画中止となったことを踏まえ、新型海上哨戒機(MAWS)を2030年代までに共同開発することを決定した。2018年、日本がP-1をベースとする機体を提案していると報じられた。
2023年ドイツはP-3Cの早期退役に対応するため、P-8を8機暫定購入することを決定した一方で、MAWS開発は維持するとしている。同年、フランスはエアバスとダッソー・アビエーションの2社と次期哨戒機に関する研究契約を締結、これによりP-1は候補から除外された。 エアバス・ディフェンス・アンド・スペースはA320neo、ダッソーはファルコン10Xをベースとした機体を研究している。

## 性能・主要諸元
出典: flightglobal.com
諸元
- 乗員: 11名
- 全長: 38.0m （124ft8in）
- 全高: 12.1m （39ft4in）
- 翼幅: 35.4m（114ft8in）
- 基本離陸重量: 79,700kg[110]
- 動力: IHI F7-IHI-10 ターボファンエンジン、 （13,500lb） 6120kg × 4

性能
- 最大速度: 996km/h(M0.89) （538knot）
- 巡航速度: 833km/h(M0.75) （450knot）
- 航続距離: 8,000km （4,320nmi）
- 実用上昇限度: 13,520m （44,200ft）

武装
- 空対艦ミサイル、短魚雷、対潜爆弾など9,000kg（20,000lb）以上

### 比較
|              | P-3C           | Il-38                 | アトランティック      | P-8          | P-1          |
| ------------ | -------------- | --------------------- | --------------------- | ------------ | ------------ |
| 画像         |                |                       |                       |              |              |
| 全長         | 35.6 m         | 39.60 m               | 31.75 m               | 39.5 m       | 38 m         |
| 全幅         | 30.4 m         | 37.42 m               | 36.30 m               | 37.6 m       | 35.4 m       |
| 全高         | 10.3 m         | 10.16 m               | 11.33 m               | 12.83 m      | 12.1 m       |
| 発動機       | T56A-14×4      | イフチェンコ AI-20M×4 | タイン RTy.20 Mk 21×2 | CFM56-7B×2   | F7-10×4      |
| 発動機       | ターボプロップ | ターボプロップ        | ターボプロップ        | ターボファン | ターボファン |
| 最大離陸重量 | 63.4 t         | 66 t                  | 44.5 t                | 85.8 t       | 79.7 t       |
| 実用上昇限度 | 8,600 m        | 10,000 m              | 10,000 m              | 12,500 m     | 13,520 m     |
| 巡航速度     | 607.5 km/h     | 不明                  | 556 km/h              | 810 km/h     | 833 km/h     |
| 航続距離     | 6,751 km       | 7,500 km              | 9,000 km              | 8,300 km     | 8,000 km     |
| 戦闘行動半径 | 4,410 km       | 不明                  | 不明                  | 3,700 km     | 不明         |
| 最大滞空時間 | 15時間         | 13時間                | 不明                  | 10時間       | 不明         |
| 乗員         | 5-15名         | 7-8名                 | 12名                  | 9名          | 11名         |
| 運用開始     | 1962年8月      | 1971年                | 1965年                | 2013年3月    | 2013年3月    |
| 運用状況     | 現役           | 現役                  | 現役                  | 現役         | 現役         |
| 採用国       | 20             | 2                     | 5                     | 6            | 1            |

## 事故
- 2021年9月7日

「機体番号5533」として登録予定の機材が航空自衛隊岐阜基地で、海上自衛隊への引き渡し前の点検のための確認飛行が行われていたが、着陸直後に滑走路を逸脱し、脇の芝生の上で止まった。海上自衛隊の隊員と防衛省の職員、あわせて10人が乗っていたが、けが人はいなかった。その後、運輸安全委員会は「ステアリング・コントロール・バルブ」内部の作動油への異物混入が原因とする調査報告書を公表した。

## 後継機
2023年9月5日、イギリスの『JANES』は川崎重工業がP-1に代わる「将来型固定翼哨戒機」の開発プロジェクトチームを2023年4月に発足させたと報じた。川崎重工業は防衛省（海上自衛隊）が2040年代にP-1の後継機を配備することを想定しているという。
齋藤隆元統合幕僚長（幕僚長たる海将）は日本防衛装備工業会の会誌『月刊JADI』2024年1月号において、今後は東シナ海や南シナ海などの中国海軍の潜水艦が潜む海域上空の航空優勢を確保しなければ哨戒機の投入が難しくなること、中国海軍が空母を戦力化して第二列島線内での作戦行動を常態化すれば、中国海軍の艦上戦闘機により日米の哨戒機の作戦行動は太平洋側でも制約を受けることを指摘している。そのため斉藤は対抗策の一つとして「P-3C+aの対潜能力を持ち、レーダー反射断面積（RCS）がmetal softball並みのステルス哨戒機」を開発する必要があるとしている。齋藤はこのステルス哨戒機に長射程、超音速、ステルス性を備えた対艦ミサイルを搭載することにより敵の艦艇に対する打撃能力を向上させることもできるとしている。

## 登場作品

### 映画
『スティール・レイン』
日本への核ミサイル発射を画策する朝鮮人民軍の原子力潜水艦「白頭号」（架空）を撃沈すべく、台風圏内の竹島（韓国映画のため作中での呼称は「独島」）沖へ出動。魚雷および爆雷（対潜爆弾）による攻撃を加えるが、悪天候もあって撃沈を確認できずに帰投する。
P-1の実写映画への登場は本作が最初だが、機体はCGによって描写されている。

### 小説
『第三次世界大戦』
エアボーンレーザーを搭載した架空の派生機「AL-1 ヤマタノオロチ」が登場する。
『日本国召喚』
第6巻に登場。グラ・バルカス帝国の侵攻を受けたムー国の救援に派遣される。
『米中激突』
中国軍相手に対空哨戒、対空ミサイル制圧、対地攻撃、対潜哨戒と空自のAWACSを凌ぐ活躍を見せる。

### ゲーム
『エースコンバット7 スカイズ・アンノウン』
DLCのSP MISSION3「1000万人救済計画」において、オーシア国防海軍の対潜哨戒機として登場。オーシア連邦首都オーレッドへの核攻撃を目論む潜水航空巡洋艦「アリコーン」の撃沈を目的としたフィッシャーマン作戦において、本機4機で構成される「スペクター隊」がソノブイバリアーを展開する。
『modernwarships』
ユーザーが使用可能な「爆撃機」として登場。P−1からソノブイが投下されることはないが対艦ミサイル(一部潜水中の潜水艦も狙える)を使用し攻撃することができる。

### ドキュメンタリー
『純国産哨戒機P-1 ～開発者たちの挑戦と軌跡～』（ヒストリーチャンネル）
2019年制作。実際にP-1の開発に参加した技術者達が10年ぶりに再会する様子を軸に、その技術者たちへのインタビュー等を通じて開発過程を振り返る。